# Diversidad sexual en España
En España la diversidad sexual es ampliamente aceptada y respetada en la actualidad, siendo uno de los países del mundo con mayor apoyo social y reconocimiento legal de derechos a las personas homosexuales, bisexuales, transgénero e intersexuales.
Existen manifestaciones culturales de personas LGBTQIA+ en España al menos desde principios del siglo XX, pero es en las últimas décadas del XX e inicios del XXI cuando esta alcanza una mayor proyección dentro y fuera del país. A nivel internacional ha destacado la obra y figura de Federico García Lorca, las películas de directores como Pedro Almodóvar,y celebraciones internacionales del Orgullo.
La visibilidad del colectivo LGBTQIA+, y en particular de las personas homosexuales y en menor medida transgénero, ha llegado hasta partes de la sociedad que anteriormente se encontraban vedadas, como la política institucional, la judicatura, la docencia o las fuerzas de seguridad del Estado, entre otros sectores.
Las ideas acerca de la diversidad sexual en el territorio que hoy se conoce como España han sufrido numerosas variaciones a lo largo de los siglos, desde las concepciones romanas, en las que tenía más importancia el acto sexual y las relaciones de poder, hasta la concepción moderna de la homosexualidad o bisexualidad como trazos de una identidad social o política.
Por lo extenso de su impacto, destaca la concepción cristiana que, a lo largo de la Edad Media cristiana y la mayor parte de la Edad Moderna, consideró los actos sexuales no orientados a la procreación como pecado, y castigó duramente las relaciones entre personas del mismo género. 
El punto de inflexión de esta tendencia lo representa la Ilustración, en la que las libertades individuales comienzan a cobrar importancia, y en 1822 se eliminó la sodomía del Código Penal. 
Los progresivos avances en la aceptación de la diversidad sexual se vieron interrumpidos por la guerra civil española y la dictadura franquista, que introdujo una feroz represión contra la diversidad sexual. En los años finales de la dictadura se crearon los primeros movimientos organizados de liberación homosexual, que lograron la abolición de leyes represivas a lo largo de la Transición y una mayor aceptación de la diversidad sexual.
En las primeras décadas del siglo XXI, España se convirtió en el tercer país del mundo en aprobar el matrimonio y la adopción entre personas del mismo género,aprobó leyes de reconocimiento y despatologización de las personas transgénero,prohibió las terapias de conversión y las mutilaciones de personas intersexuales y reconoció legalmente los derechos reproductivos de las parejas de mujeres y otras personas con capacidad de gestar.En paralelo, continuó registrando diferentes agresiones LGTBIfóbicas, incluidos homicidios, así como movilizaciones de la sociedad civil y los movimientos organizados en defensa de los derechos de las personas LGTB.

## Los romanos

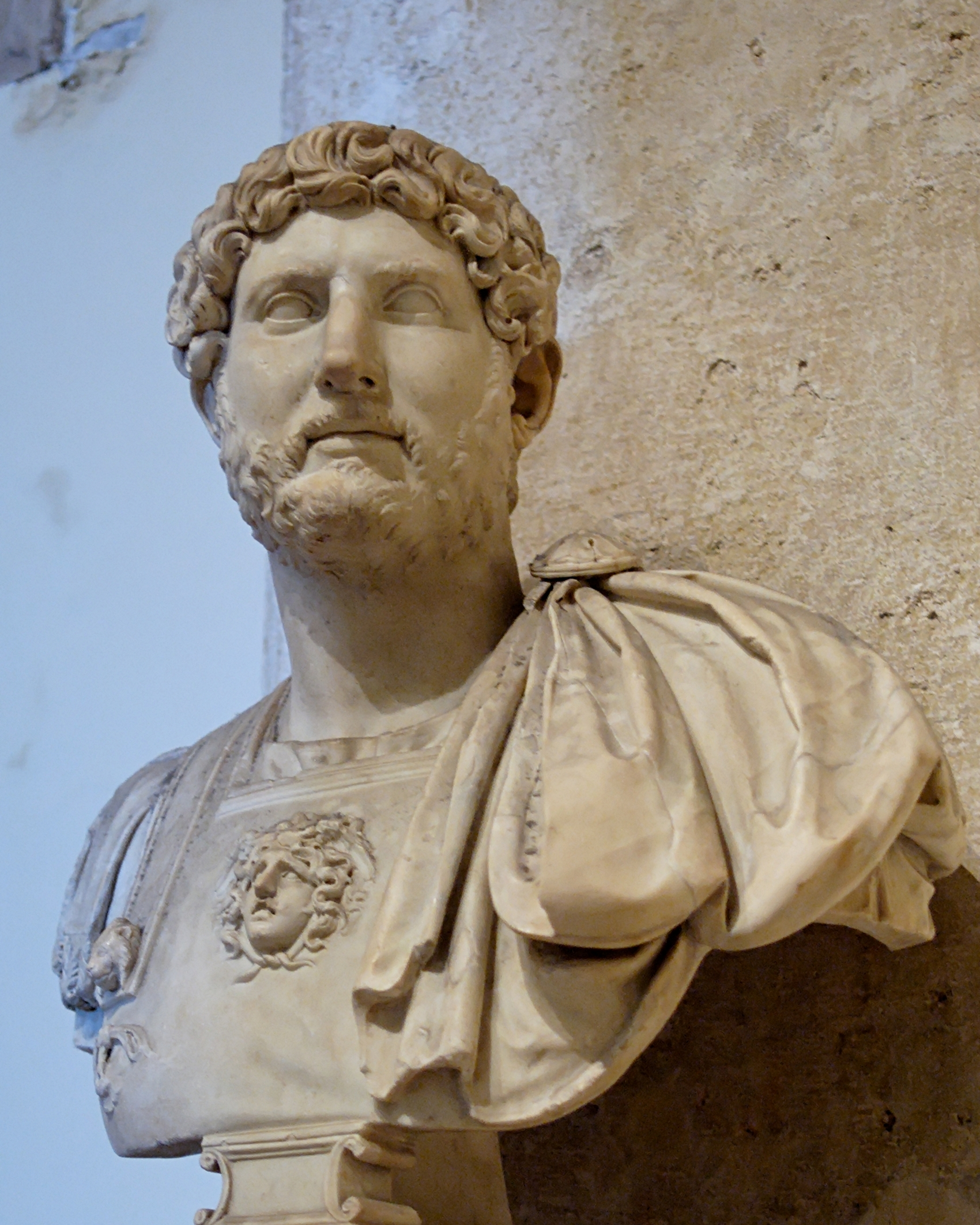
Busto de mármol de Adriano, del, quien tuvo como amante a Antínoo. Palazzo dei Conservatori (Museos Capitolinos, Roma).

Los romanos trajeron, junto a los demás elementos de su cultura, su moralidad sexual. En la sexualidad romana era más importante el estatus que la persona. Así, los hombres podían penetrar a esclavos, eunucos, prostitutos de la misma forma que a esclavas, concubinas o prostitutas. En cambio, ningún ciudadano de reputación dejaría que otro hombre lo penetrara, independientemente de la edad o el estatus. La distinción era estricta entre el homosexual activo (que a veces se acostaba con mujeres y a veces con hombres) y el pasivo, que era visto como servil y afeminado. Esta moralidad fue usada por ejemplo contra César, cuyos supuestos escarceos con el rey de Bitinia estaban en boca de toda Roma. En general, en Roma dominaba una forma de homosexualidad muy similar a la practicada por los griegos.
El lesbianismo también era conocido, tanto entre mujeres femeninas que compartían el sexo con otras mujeres sin más, como el tribadismo, en el que mujeres de aspecto varonil desempeñaban actividades masculinas, incluyendo la lucha, la caza y la relación con mujeres.
Marco Valerio Marcial, un poeta y letrado hispanorromano, creció y se educó en Bílbilis (próxima a Calatayud), pero pasó gran parte de su vida en Roma. Allí caracterizó la vida romana en epigramas y poemas. En una primera persona ficticia habla de las costumbres sexuales y de recibir felaciones tanto de hombres como de mujeres.
Otro ejemplo es Adriano, uno de los emperadores romanos nacidos en Hispania, concretamente en Itálica (actual Santiponce). Fue emperador del 117 al 138. Tuvo a un famoso amante, Antínoo o Antonius, al que deificó y en cuyo honor, tras su muerte accidental en el Nilo, construyó la ciudad de Antinópolis o Antínoe en Egipto.

### La llegada del cristianismo
La moralidad romana ya había cambiado hacia el siglo IV, en el que Amiano Marcelino critica amargamente las costumbres sexuales de los taifalos, una tribu situada entre los Cárpatos y el Mar Negro, que practicaba la homosexualidad como los griegos. En 342 los emperadores Constantino y Constancio introdujeron una ley para castigar la homosexualidad pasiva, posiblemente con la castración, ley que fue ampliada en el 390 por Teodosio, que deja quemar en la hoguera a todos los homosexuales pasivos que trabajaban en burdeles. En 438 la ley fue ampliada a todos los homosexuales pasivos y en el 533 Justiniano castigaba cualquier acto homosexual con la castración y la hoguera, ley que se hizo más estricta en el 559.
Se han dado tres razones para este cambio de actitud. Procopio de Cesarea, historiador de la corte de Justiniano, consideró que tras las leyes había motivos políticos, ya que permitieron a Justiniano eliminar a enemigos políticos, quedarse con sus propiedades y no tuvieron mucha eficacia eliminando la homosexualidad entre la gente corriente. La segunda razón y quizás la de más peso, sería la extensión del cristianismo dentro de la sociedad romana, que fue asumiendo el paradigma cristiano de que el sexo debe servir exclusivamente para la reproducción. Colin Spencer, en su libro Homosexuality. A history, señala otra posible razón: el intento de aumentar la presión reproductiva sobre los individuos. Este fenómeno estaría combinado con la extensión del estoicismo en el Imperio.
Hasta el año 313 no hubo una doctrina común en el cristianismo sobre la homosexualidad, pero anteriormente San Pablo ya había criticado la homosexualidad como contra natura:

Y del mismo modo también los hombres, dejando el uso natural de las mujeres, se encendieron en sus concupiscencias los unos con los otros, cometiendo cosas nefandas hombres con hombres, y recibiendo en sí mismos la recompensa que convino a su extravío.
Biblia Reina-Valera 1602: 45.Romanos: 1

Poco a poco los clérigos fueron creando una serie de textos en los que se condenaba la homosexualidad y el sexo en general en los términos más enérgicos, luchando contra lo que hasta ese momento no se había considerado un problema.
En algunas ocasiones se han visto prácticas homosexuales dentro de la iglesia a pesar de que la doctrina cristiana está en contra de esta sexualidad. Estas relaciones también afectaron a prominentes miembros de la iglesia primitiva.
 Por otra parte se identificó a la homosexualidad con la herejía desde muy pronto, no sólo a causa de motivos políticos, sino también debido a los rituales de algunas sectas gnósticas o del maniqueísmo, que, según san Agustín, practicaban ritos homosexuales.

## Los visigodos

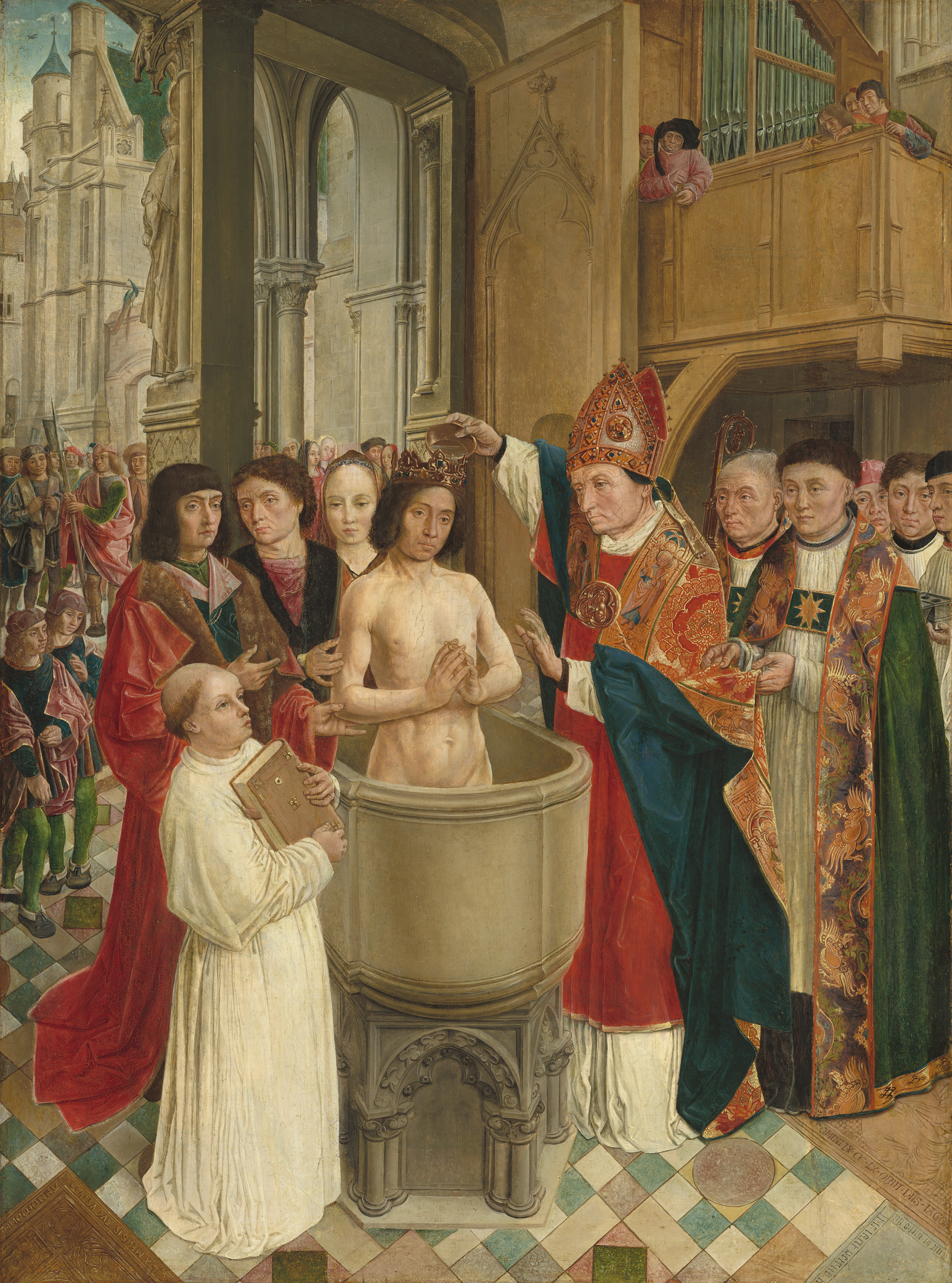
Bautizo de Clodoveo I.

Los pueblos germánicos denigraban la homosexualidad pasiva y las mujeres, que se encontraban en el mismo nivel que los «imbéciles» y los esclavos, y glorificaban la camaradería guerrera entre hombres. Sin embargo, en los países escandinavos hay noticias de sacerdotes travestidos y afeminados y los dioses nórdicos, los Æsir, incluyendo a Thor y Odín, que conseguían conocimientos arcanos bebiendo semen.
Durante la Alta Edad Media, las actitudes frente a la homosexualidad que habían existido en el Imperio romano básicamente se mantuvieron. Se conocen casos claros de homosexualidad, que si bien no era aceptada, tampoco sufría consecuencias. Es el caso del rey de los francos salios, Clodoveo I, que en el siglo VI, el día de su bautizo, confesó relaciones con hombres o Alcuino de York, el poeta anglosajón del siglo IX cuyos versos y cartas destilan homoerotismo. Pero poco a poco la moralidad cristiana, muy ligada a la sexualidad y basada en la idea judía de que el sexo era exclusivamente para la reproducción,¿Quién lo dijo? se fue convirtiendo en un complejo entramado de disposiciones canónicas que influyó fuertemente en la legalidad vigente.
Uno de los primeros cuerpos legales que consideraba un crimen la homosexualidad masculina en Europa fue el Liber Iudiciorum (o Lex Visigothorum), que se promulgó en el siglo VII. La ley visigoda contenida en dicho código (L. 3,5,6) castigaba la llamada sodomía con el destierro y la castración. Dentro de la sodomía se incluían todos los crímenes sexuales considerados no naturales, entre los que se contaban la homosexualidad masculina, el sexo anal (heterosexual y homosexual) y la zoofilia. El lesbianismo sólo era considerado sodomía si incluía instrumentos fálicos.
Fue el rey Chindasvinto (642-653) el que impuso para la homosexualidad la pena de castración. Esta pena era desconocida en las leyes visigodas, excepto para los judíos que practicaban la circuncisión. Además de sufrir la castración, el reo era entregado al obispo local para que lo desterrara. Si era casado, el matrimonio quedaba anulado, la dote era devuelta a la mujer y los bienes repartidos entre los herederos.
En 693 Égica ordenó a los obispos reconsiderar la cuestión de la homosexualidad. Reunido el XVI Concilio de Toledo ese mismo año, los prelados ardiendo en el celo del Señor afirmaron que es bien conocido que muchos hombres están infectados por el mal de la sodomía.

[...] Porque esta funesta práctica y el vicio del pecado sodomítico parece haber inficionado a muchos, nosotros, para extirpar la costumbre de esta práctica vergonzosa [...], todos de común acuerdo, sancionamos que todos los que aparecieren ejecutores de una acción tan criminal, y todos los que se hallaren mezclados en estas torpezas y, obrando contra naturaleza, hombres con hombres cometieren esta torpeza, si alguno fuera obispo, presbítero o diácono, será condenado a destierro perpetuo; por si a otras personas de cualquier orden o grado se las hallara complicadas en crímenes tan afrentosos, sufrirán [...], corregidos con cien azotes y vergonzosamente rasurados, el destierro perpetuo [...]

La insistencia de la Iglesia visigoda en tratar del tema y el hecho de abordarlo, con severas penas, en el máximo foro legislativo de entonces, el Concilio, denotan que la práctica carnal entre individuos del mismo sexo era muy común. En vista de la extensión de las prácticas homoeróticas, los obispos acordaron confirmar el severo castigo ordenado por Chindasvinto, añadiendo cien latigazos y la decalvación. Además el destierro debía ser a perpetuidad. El concilio reconoció que la homosexualidad también se daba entre los obispos, sacerdotes y diáconos, pero decretó penas mucho más suaves para estos casos: los culpables debían ser simplemente secularizados y desterrados. Posteriormente Égica extendió a los clérigos la pena de castración y las demás impuestas por el concilio a los laicos, sin embargo, en un periodo ya decadente y de debilidad de las autoridades, la ley no solía cumplirse.

## La Edad Media musulmana
La civilización de Al-Ándalus fue muy tolerante en cuanto a la sexualidad, al contrario que sus vecinos cristianos del norte, a excepción del intervalo creado por los almorávides y sobre todo los almohades. Paradójicamente, el Corán prohíbe la homosexualidad, llegando incluso a la pena de muerte, pero las sociedades musulmanas, tanto de la península ibérica como del resto del mundo musulmán, no seguían esta regla. En la Risala fi-l-Fiqh, un compendio de Derecho islámico elaborado por Ibn Abi Zayd, alfaquí de la escuela Malikí, se expresa que el hombre que yaciera con un varón mayor de edad y que consintiera, provocaría la lapidación de ambos.
Grandes gobernantes como Abderramán III, Al-Hakem II, Hisham II y Al-Mutamid tuvieron como amantes a muchachos. Se llegó al extremo de que, para asegurar la descendencia, hubo que disfrazar a una muchacha de chico para seducir a Al-Hakem II. Estas costumbres también estaban extendidas entre la nobleza y las clases más altas.
Para hacerse una idea del ambiente, Abdelwahab Bouhdiba describe la siguiente situación en su Sexuality in Islam (Sexualidad en el islam), refiriéndose sobre todo al Califato de Córdoba.
Existían en los arrabales de las ciudades, o en el campo cercano, lugares de paseo muy frecuentados, con tabernas y aguaduchos al aire libre en las fincas dependientes de castillos bizantinos, romanos o persas, o aun de monasterios cristianos. Siguiendo la mejor tradición vinícola, los monjes no dejaban de abastecer de generosas botellas y de jóvenes bonitas a los 'alegres compañeros de la sinceridad', los fityāna sidqin de quienes habla Abū Nuwās. Estas tabernas eran lugares donde se servía el placer multiforme sin vergüenza y sin exclusividad. Cantadores, bailadores, jugadores, pero también jóvenes entregados al placer, alegres pederastas y lesbianas sin cuidado, enseñaron allí el arte de gozar a una juventud a la cual el islam había librado de todo sentimiento de vergüenza o culpa.
De hecho, es conocido que la prostitución masculina estuvo mejor pagada que la femenina durante algún tiempo.
También hay textos que condenan la homosexualidad y Ahmad ibn Yusuf al Tayfashi en su Nuzhat-al-Albab (El deleite de los corazones) cuenta que los hombres que buscan otros de su misma edad tienen vidas cortas, puesto que se arriesgan a ser robados o asesinados. Los cuentos incluidos en el Nuzhat-al-Albab pueden servir para probar que la actitud de la sociedad islámica hacia la homosexualidad era positiva, negativa o indiferente. El autor Colin Spencer comenta que es posible que las tres actitudes se dieran al mismo tiempo.
El lesbianismo también era común, sobre todo en los harenes, aunque naturalmente las relaciones se mantenían discretamente ya que ese tipo de relación podía emplearse en las intrigas políticas. Algunas mujeres de Al-Ándalus privilegiadas tenían acceso a la educación y existen dos antologías modernas de poesía escrita por mujeres, de Teresa Garulo y de Maḥmud Subḥ, en las que el amor entre mujeres aparece tratado con normalidad.

### Poesía homoerótica hispanoárabe
Sin embargo, las noticias que se conservan sobre la homosexualidad son pocas. La mayoría de la información proviene de la poesía homoerótica hispanoárabe, que fue tan popular como sus equivalentes de Próximo Oriente. Esta poesía fue redescubierta en occidente en la década de 1920, con la publicación del estudio Poemas arabigoandaluces de Emilio García Gómez.
Habitualmente se dedicaba a jóvenes imberbes de clases inferiores, esclavos o cristianos, cuya belleza y gracia se alababa en verso, aunque existen bastantes casos de poemas dedicados entre hombres adultos. Los jóvenes suelen nombrarse como «gacela» o «corzo» y se habla a menudo sobre el bozo, la primera pelusilla de la barba, con el que los efebos llegan a la culminación de su belleza.
Entre los poetas hay que destacar a Ibn Hazm y su libro El collar de la paloma, en el que se reúnen una serie de poemas y anécdotas sobre los asuntos amorosos tanto hetero como homosexuales del autor y sus contemporáneos. El libro permite entrever las costumbres amorosas en las cortes y la aristocracia andalusí. Otros poetas importantes fueron el rey de Sevilla Al-Mu'tamid, Ben Quzmán, Ibn Sara As-Santariní, Ben Sahl de Sevilla y Marŷ al-Kuḥl. Como ejemplo, un poema de Ibn Hāni' Al-Andalusī, traducido por Josefina Veglison Elías de Molins y publicado en 1997 en La poesía árabe clásica:

Mujer, no me injuries.
Ni Hind ni Zaynab me seducen.
Siento inclinación, en cambio, por un corzo
cuyas cualidades todos anhelan:
no teme la menstruación,
no sufre embarazo
ni ante mí se vela.
Ibn Hāni' Al-Andalusī

### Poesía homoerótica hispanojudía
Dentro del esplendor medieval de la cultura judía se ha descubierto, gracias a los estudios de Jefim Schirmann y Norman Roth, que el homoerotismo y la homosexualidad tuvieron una gran importancia dentro de la sociedad judía de la época. La cultura judía ibérica tuvo su cumbre durante el siglo XI en el reino de Granada, época en la que la homosexualidad se extendió de tal forma entre la aristocracia, que se puede hablar de que era algo habitual. De hecho, en la cultura cristiana y durante siglos XIII al XV y hasta el siglo XVII, se asimilaba el judaísmo con la perversión sexual y la homosexualidad, como testimonia la poesía satírica de la época.
La poesía homoerótica hispanojudía tuvo una extensión poco conocida debido a estar escrita en hebreo en su mayoría y a que gran parte está sin traducir. Los autores, que declaran su amor tanto a muchachos como a hombres adultos, eran incluso importantes líderes de la comunidad o rabinos como es el caso de Ibn Gabirol, Samuel ha-Naguid, Moisés Ibn Ezra y Judah ha-Levi.

## La Edad Media cristiana

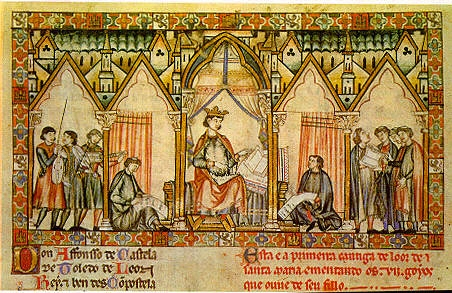
Alfonso X el Sabio y Las Partidas.

La Reconquista reintrodujo la moral cristiana en la sociedad española; sin embargo, hasta la llegada de los Reyes Católicos hubo una tolerancia relativa, sobre todo entre las clases más pudientes. Paradójicamente, mientras los musulmanes del siglo XII criticaban la afición del clero cristiano por la sodomía, la cultura cristiana consideraba a los musulmanes del sur como blandos, débiles y degenerados, ejemplificado en el uso de prisioneros cristianos como esclavos sexuales. El ejemplo más conocido era el del mártir San Pelayo, que fue ejecutado por resistirse a los avances de Abderramán III.
El tono, que había sido relativamente liberal hasta el siglo XI, comenzó a cambiar durante el siglo XII. San Raimundo de Peñafort define el término «contra natura» y dice que toda práctica sexual que no está realizada por un hombre y una mujer usando los órganos apropiados «deben ser rechazadas y, si no castigadas, deben ser condenadas severamente como un pecado». Se comienzan a confundir la usura, la herejía, el judaísmo y la sodomía y aparecen entre 1250 y 1300 las primeras leyes que condenan la sodomía a la pena de muerte en casi toda Europa. No existen muchas pruebas de que esas leyes se llegaran a utilizar de forma extensa, pero se emplearon como arma política.
Las únicas evidencias que se conocen corresponden al Reino de Navarra. En 1290 se quemó a un moro en Arguedas por «yacer con otros». En 1345 se quemó a Juce Abolfaça y Simuel Nahamán, dos judíos de Olite, por cometer el pecado sodomítico. Los presos fueron torturados para obtener las confesiones, acompañados al lugar de la quema por un cortejo de 20 personas, mientras que un músico tocaba el añafil. En 1346 ardió un tal Pascoal de Rojas en Tudela por «herejía con su cuerpo». Finalmente se sabe del caso de un sirviente de 1373 que fue descubierto cometiendo sodomía con otro sirviente.
En el siglo XIII, las Siete Partidas de Alfonso X el Sabio aplicaban la pena de muerte a los pecados contra natura. Las Partidas incorporaban elementos del Código de Justiniano, que, como se ha visto más arriba, ya condenaba la homosexualidad.

Sodomitico dizen al pecado en que caen los omes yaziendo unos con otros contra natura, e costumbre natural. E porque de tal pecado nacen muchos males en la tierra, do se faze, e es cosa q[ue] pesa mucho a Dios con el [...] Queremos aquí dezir apartadamente deste [...] e quien lo puede acusar, e ante quien. Et que pena merescen los fazedores e los consentidores.
Lei I. Onde tomo este nome el pecado que dize sodomitico, e quantos males vienen del. Sodoma, e Gomorra fueron dos ciudades antiguas pobladad de muy male gente, e tanta fue la maldad de los omes que bivian en ellas q[ue] porq[ue] usavan aq[eu]l pecado q[ue] es contra natura, los aborrecio nuestro señor dios, de guisa que sumio ambas las ciudades con toda la gente que hi moraba [...] E de aq[ue]lla ciudad Sodoma, onde Dios fizo esta maravilla tomo este nombe este pecado, que llaman sodomitico [...] E debese guardar todo ome deste yerro, proque nacen del muchos males, e denuesta, e deffama así mismo el q[ue] lo faze [...] por tales yerros embia nuestro señor Dios sobre la tierra, hambre e pestilencia, e tormentos, e otros males muchos que non podria contar

Titulo XXI

Lei II. Quien pude acusar a los que sazen el pecado sodomitico, e ante quien, e que pena merecen aver los sacedores del, e los consentidores. Cada uno del pueblo puede acusar a los omes que hiziessen pecado contra natura, e este acusamiento puede ser hecho delante del judgador do hiziessen tal yerro. E si le fuere provado deve morir: también el que lo haze, como el que lo consiente [...] fueras ende, si alguno dellos lo oviere a hazer por fuerça, o fuesse menor de catorze años [...] non deve recebir pena, porque los que son forçados no son en culpa, otro si los menores non entienden que es tan gra[ve] yerro como es aquel que hazen. Esta misma pena deve aver todo ome, o toda muger, que yoguiere con bestia, deven de mas matar la bestia para amortiguar la remembrança del hecho
Setena partida, Título XXI. «De los que fazen pecado de luxuria contra naturam»,

en Gregorio López, ed. Las Siete Partidas, Tomo 3, 1555, pág. 72. Archivo General Indias

Un ejemplo del empleo de la homosexualidad como arma política fue el proceso contra Ponce Hugo IV de Ampurias que fue objeto de la ira del rey Jaime II de Aragón cuando se negó a proceder contra los templarios, que a su vez habían sido destruidos por el rey Felipe IV de Francia, con el beneplácito papal, gracias a la acusación de herejía y sodomía. El proceso contra los templarios fue el primer proceso de este tipo realizado en la Europa cristiana.
Uno de los primeros homosexuales conocidos en los reinos cristianos fue el infante Jaime de Aragón, primogénito de Jaime II de Aragón. Desde niño estaba previsto su matrimonio con Leonor de Castilla, hermana del rey Alfonso XI de Castilla. Sin embargo, en 1319, Jaime le comunicó a su padre que renunciaba a la corona, a casarse y que se dedicaba a la vida religiosa. Tras muchas discusiones, consiguieron convencerlo y se casó en Gandesa el 18 de octubre de 1319 con Leonor. Sin embargo, en cuanto terminó la ceremonia, Jaime renunció a la corona en las Cortes generales de Aragón convocadas en Tarragona a favor de su hermano Alfonso IV de Aragón y el 23 de diciembre de ese mismo año ingresó en el monasterio de frailes menores. La historia no le perdona su decisión y lo retrata como libertino irresponsable, deshonesto y de viles y bajos pensamientos:

[...] antes pareció que haber dejado la dignidad que tenía y la que esperaba tener como una pesada y molesta carga para que con más libertad se pudiese entregar a todo género de vicios, según después se conoció, con gran indignidad no sólo de su casa y sangre, sino incluso de la religión que había profesado
Anales de la Corona de Aragón, Jerónimo Zurita

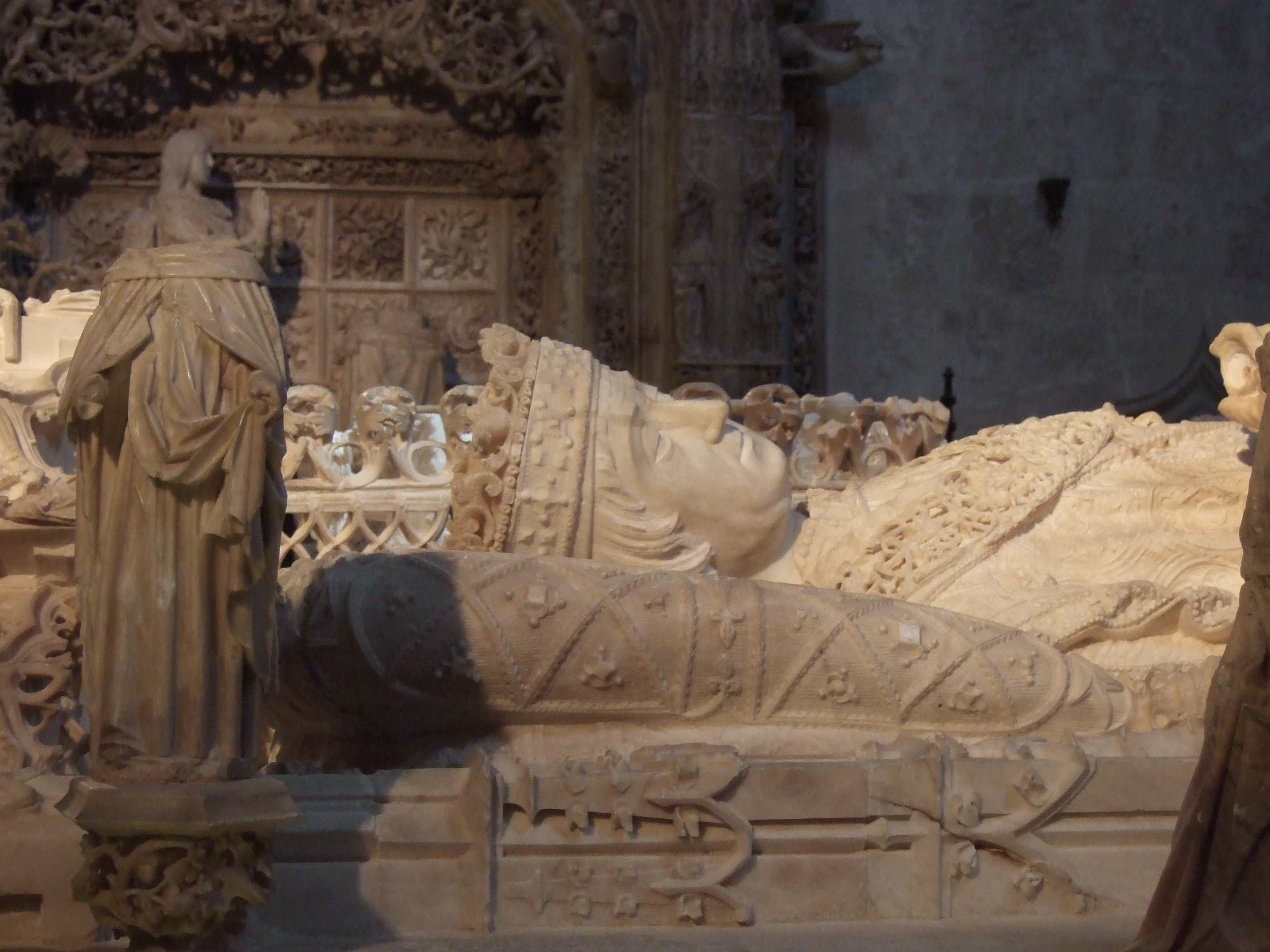
Retrato de Juan II de Castilla en su tumba, en la Cartuja de Miraflores, Burgos

Otro homosexual de estirpe real fue Juan II de Castilla. Parece que la relación con su ayo y protector Álvaro de Luna pudo ser carnal, como sospechaba Marañón. Don Álvaro, que era conocido por su buen porte, llegó a tener tanta influencia sobre el rey que fue nombrado condestable de Castilla en 1422 a pesar de la oposición de la nobleza. La relación con don Álvaro se fue enfriando por presiones de la familia y la nobleza, hasta que en 1453 firmó su sentencia de muerte. La homosexualidad del rey parece que era conocida, ya que los nobles alzados lo llamaban «puto», sinónimo de sodomita.
El hijo de Juan II, Enrique IV de Castilla, también fue homosexual. En la época circulaban numerosos rumores y críticas sobre sus devaneos con hombres, como los que tuvo con Juan Pacheco o Gómez de Cáceres, e incluso hubo unos pocos que huyeron de la corte para evitar los avances del rey, como Miguel de Lucas o Francisco Valdés. Debido a que no era capaz de consumar el matrimonio con su esposa Blanca de Navarra, se extendió el rumor de que era impotente a través de coplas de juglares y cantares atrevidos. El hecho tuvo importantes consecuencias históricas, puesto que cuando la segunda esposa, Juana de Portugal, quedó embarazada, las facciones de nobles opuestas al rey se negaron a creer que fuera hija de Enrique y apodaron a la niña «la Beltraneja», por Beltrán de la Cueva, lo que facilitó considerablemente la subida al trono de Isabel la Católica. De hecho, fue destronado en efigie por «puto».
Los ejemplos de Jaime de Aragón, Juan II y Enrique IV muestran que durante esta época, en Europa Occidental, la homosexualidad se vivía de forma relativamente liberal. Precisamente en esta época se desarrollan los «ritos de hermanamiento» (adelphopoiesis u ordo ad fratres faciendum), contratos entre hombres que John Boswell identifica con matrimonios, aunque no existen pruebas de que incluyeran relaciones sexuales entre los contrayentes. Como ejemplo, este contrato de 1031:

Nosotros, Pedro Didaz y Munio Vandiles, pactamos y acordamos mutuamente acerca de la casa y la iglesia de Santa María de Ordines, que poseemos en conjunto y en la que compartimos labor; nos encargamos de las visitas, de proveer a su cuidado, de decorar y gobernar sus instalaciones, plantar y edificar. E igualmente compartimos el trabajo del jardín, y de alimentarnos, vestirnos y sostenernos a nosotros mismos. Y acordamos que ninguno de nosotros de nada a nadie sin el consentimiento del otro, en honor de nuestra amistad, y que dividiremos por partes iguales el trabajo de la casa y encomendaremos el trabajo por igual y sostendremos a nuestros trabajadores por igual y con dignidad. Y continuaremos siendo buenos amigos con fe y sinceridad, y con otras personas continuaremos siendo por igual amigos y enemigos todos los días y todas las noches, para siempre. Y si Pedro muere antes que Munio, dejará a Munio la propiedad y los documentos. Y si Munio muere antes que Pedro le dejará la casa y los documentos.

## La Edad Moderna

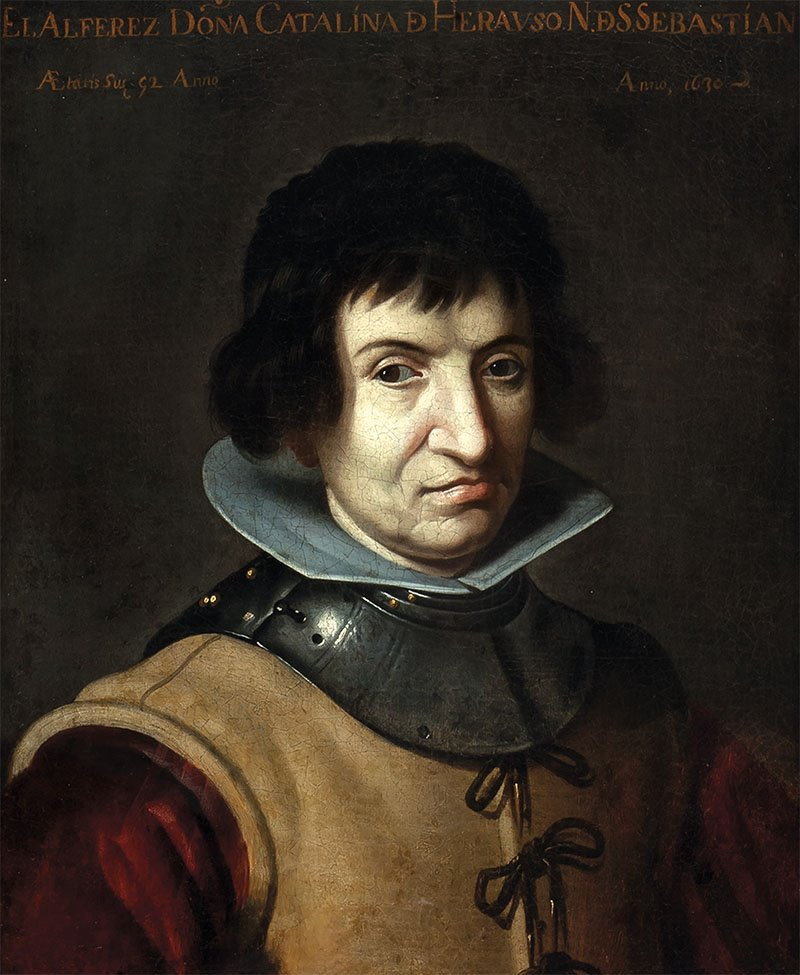
Catalina de Erauso.

A partir del siglo XIV comienzan las primeras persecuciones y ejecuciones en masa de homosexuales en Europa, en ciudades como Venecia, Florencia, Ratisbona, Augsburgo y Basilea, con procesos que incluían las denuncias anónimas y orales, la tortura como medio de obtención de más nombres y el castigo moral y físico, hasta llegar a la pena de muerte. En Castilla sin embargo los primeros ajusticiamientos por sodomía no se darían hasta 1495. Jerónimo Muntzer, que visitó la península ibérica entre 1494 y 1495, contó que se colgaba de los pies a los acusados de sodomía, se les castraba y a continuación se les ataban los testículos al cuello.
Los Reyes Católicos cambiaron el castigo que correspondía a los reos del que se consideraba como el peor de los delitos contra la moralidad —de ahí que fuera conocido como el pecado "abominable" o "nefando" (el "pecado que no se puede nombrar")— y que hasta entonces había sido la castración y la lapidación. Una pragmática del 22 de agosto de 1497 ordenó que se les aplicara el castigo que era más usual en el resto de estados europeos —ser quemado vivo—, junto con la confiscación de sus bienes.
Así pues, los Reyes Católicos con la promulgación de la Pragmática de 1497 modificaron y endurecieron las leyes sobre la sodomía al elevar la gravedad del crimen al nivel de la herejía y la traición, permitiendo «requisitos evidenciales relajados» e instituyendo la tortura sistemática incluso para el clero y la nobleza.

Ley I. D. Fernando y Dña Isabel en Medina del Campo a 22 de agosto de 1497. Pena del delito nefando; y modo de proceder a su averiguacion y castigo.

Porque entre los otros pecados y delitos que ofenden a Dios nuestro Señor, e infaman la tierra, especialmente es el crimen cometido contra orden natural; contra el que al las leyes y derechos se deben armar para el castigo deste nefando delito, no digno de nombrar, destruidos de la orden natural, castigado por el juicio Divino; por el qual la nobleza se pierde, y el corazón se acobarda [...] y se indigna a dar a hombre pestilencia y otros tormentos en la tierra ...] y porque las antes de agora no son suficientes para estirpar, y del todo castigar tan abominable delito [...] y en quanto en Nos sera refrenar tan maldita macula y error [...]

mandamos, que cualquier persona, de cualquier estado, condicion, preeminencia o dignidad que sea, que cometiere el delito nefando contra naturam seyendo en el convencido por aquella manera de prueba, que segun Derecho es bastante para probar el delito de heregia o crimen laesae Majestatis, que sea quemado en llamas de fuego en el lugar, y por la Justicia a quien pertenesciere el conoscimiento y punicion del tal delito [...] y sin otra declaracion alguna, todos sus bienes así muebles como raíces; los cuales desde agora confiscamos, y habemos por confiscados y aplicados a nuestra Camara y Fisco [...]
Reyes Catolicos Premática sobre el pecado nefando.

Archivo General de Simancas Leg. 1, num. 4; Titulo XXX. De la sodomía y bestialidad

Felipe II empeoró la situación con su Pragmática de 1592, en la que, si bien no agrava las condenas, si facilita los requerimientos de evidencia necesarios para la instrucción: a partir de ese momento un testigo basta.

D. Felipe II en Madrid por pragm[atica] de 1592. Prueba privilegiada del delito nefando para la imposicion de su pena ordinaria.
Por muy justas causas al servicio de Dios [...] y a la buena execucion de nuestra Real Justicia, y deseando extirpar de estos reynos el abominable y nefando pecado contra naturam, y que los que lo cometieren, sean castigados [...] sin que se puedan evadir ni excusar de la pena establecida por Derecho, leyes y Pragmáticas destos reynos de no estar suficiente probado el dicho delito por no concurrir en el averiguaciones de testigos contestes por ser de tan gran torpeza y abominacion, y de su naturaleza de muy dificultosa probanza;
mandamos, que en nuestro Consejo se tratase y confiriese sobre el remedio juridico que se podia proveer, para que los que lo cometiesen fuesen castigados, aunque el dicho delito no fuese probado con testigos, sino por otras formas establecidas y aprobadas en Derecho, de las quales puediese resultar bastante probanza para poderse imponer en el la pena ordinaria [...]
mandamos, que probandose el pecado por tres testigos singulares mayores aunque cada uno dellos deponga de acto particular y diferente, o por quatro, aunque sean participes del delito, o padezcan otras cualesquier tachas que no sean de enemistad capital, o por los tres destos, aunque padezcan tachas, y hayan sido ansimismo participantes [...] se tenga por bastante probanza; y por ella se juzguen [...] de la misma manera que si fuera probado con testigos contestes, que depongan de un mismo hecho"
Novísima Recopilación de las Leyes de España.,
Libro XII, Titulo XXX (ley 2. tit. 221, lib. 8 R)

Estas sentencias eran realizadas tanto por la corte en Madrid como por juzgados municipales como fue el caso en Málaga o Sevilla. Así por ejemplo entre 1567 y 1616 se quemaron públicamente a 71 personas por sodomía en Sevilla. En general, en la Corona de Aragón y Andalucía eran más laxos que en Castilla en la persecución de la homosexualidad. Incluso hay indicios de un gueto homosexual en Valencia.
Durante este siglo XVI, se debe resaltar que en el caso de las mujeres lesbianas algunos moralistas (por ejemplo, Antonio Gómez) señalaban que la sodomía entre mujeres mediante la utilización de un objeto era merecedora de hoguera, mientras que si no había objeto podía considerarse un atenuante que hiciera innecesaria la pena de muerte. Sin embargo, pocos eran los casos conocidos de sodomía entre mujeres sin el uso de un objeto. Un caso famoso fue el de Catalina de Belunza y Mariche, acusadas por el fiscal general de San Sebastián de sodomía, y absueltas por el Tribunal Supremo Inquisitorial de Madrid tras la apelación.

[...] penetrarse entre sí como lo harían un hombre y una mujer desnudas, en la cama, tocándose y besándose, la una encima del vientre o la panza de la otra, un crimen que habían perpetrado en numerosas y diversas ocasiones
Acusación del Fiscal General de San Sebastián en el caso de Catalina de Belunza y Mariche.

### Sociedad
Durante el Renacimiento europeo y la posterior Ilustración, hombres y mujeres pasaban gran parte de su vida separados del otro sexo, lo que facilitaba las relaciones afectivas entre personas del mismo sexo. A pesar de que se pueden encontrar todo tipo de relatos y relaciones, una mayoría parecen haber sido entre jóvenes y hombres mayores. Los procesos por sodomía muestran a personas con miedo y que no identifican la sodomía con lo que ellos hacen. De hecho, muchos defendían vehementemente sus actos, afirmando que eran muy comunes. Las relaciones a menudo tenían lugar en baños públicos, mesones y posadas. En Madrid, un 70% de los acusados por sodomía habían sido sorprendidos en parques o baños públicos, siendo algunas áreas del Paseo del Prado las más concurridas. Del resto, la mayoría eran hombres que compartían vivienda.
En toda Europa, muchas relaciones homosexuales se ocultaban como una amistad. Este tipo de amistad idealizada, descrita con maestría por Montaigne en un ensayo, es muy distinta de la imagen moderna de la palabra. Esta amistad, que se daba sobre todo en las capas altas de la sociedad y en las cortes reales y papales, era descrita a menudo con las mismas características del amor y se entretejía dentro del conjunto de intrigas políticas y de poder. En España, el Conde-Duque de Olivares ordenó que se eliminasen las cerraduras en los dormitorios del Palacio Real para que los inspectores pudieran asegurarse de que nadie estuviese cometiendo actos homosexuales de entre los cientos de sirvientes y funcionarios.
El lesbianismo también era conocido en Europa y en parte, sobre todo entre las mujeres más cultas y de capas sociales más altas, seguían los modelos de amistad de la homosexualidad masculina. En capas sociales más bajas, era común que las mujeres viviesen solas, en grupos con otras mujeres - sobre todo las más pobres - o en casas de nobles, donde las sirvientas dormían a menudo en grupos diversos, incluyendo a la señora de la casa y las damas de compañía. Este tipo de situación permitía una gran intimidad entre mujeres. También hay indicios de relaciones entre mujeres entre las prostitutas y en las cárceles. Destaca el caso de Catalina de Erauso, una monja, escritora y militar del Siglo de Oro que vivió como hombre y mantuvo relaciones con mujeres, y que ha sido considerada tanto una mujer lesbiana como una persona transgénero.

### La Inquisición
La Inquisición española, siguiendo los pasos de la Inquisición pontificia medieval, se ocupó al principio de los delitos de sodomía pero en 1509 el Consejo de la Suprema ordenó a los tribunales que no actuaran contra los homosexuales, excepto si estaban implicados en casos de herejía —que era la competencia exclusiva del Santo Oficio—. Previamente había habido protestas de algunas instituciones, como la que presentó la ciudad de Cartagena en 1504 o la de Murcia al año siguiente, porque consideraban que la sodomía no debía ser juzgada por la Inquisición sino por los tribunales ordinarios. Según Joseph Pérez, fue la presión de los poderes civiles —incluidas las Cortes de Castilla— las que obligaron a la Suprema a excluir la sodomía de la jurisdicción inquisitorial.
Sin embargo, la Inquisición de la Corona de Aragón consiguió que el papa Clemente VII la autorizara en 1524 a perseguir a los "sodomitas", independientemente de si eran herejes o no. Así, la competencia sobre este delito difirió entre la Corona de Castilla —donde los tribunales inquisitoriales cumplieron la orden de la Suprema y no se ocuparon del "pecado nefando", cuya jurisdicción correspondía a los tribunales seculares y eclesiásticos ordinarios—, y la de Aragón, donde la Inquisición fue el tribunal encargado de perseguir a los homosexuales, competencia a la que "jamás renunciarían [los inquisidores] a pesar de las reiteradas quejas formuladas en las Cortes de Monzón de 1533". Además fue el único tribunal inquisitorial de toda Europa que tenía jurisdicción sobre la sodomía, porque ni la inquisición romana ni la inquisición portuguesa, actuaron sobre ella. Sin embargo, hubo alguna excepción en la Corona de Castilla. La bula papal que otorgó la jurisdicción de la sodomía a la Inquisición de la Corona de Aragón, a excepción de Mallorca y Sicilia, fue firmada el 24 de febrero de 1524 por Clemente VII.
La Inquisición aragonesa aplicó la pena de ser quemado vivo a los homosexuales (tanto hombres como mujeres), aunque a los menores de veinticinco años, "que eran inevitablemente una gran proporción de estos acusados", fueron condenados a galeras tras ser azotados. Además el Consejo de la Suprema conmutó muchas sentencias de muerte, especialmente si se trataba de miembros del clero, que, según Henry Kamen, "constituyó siempre una proporción muy alta de los acusados". La misma benevolencia mostraron hacia los homosexuales que eran nobles, como sucedió en el caso de Pedro Luis Garcerán de Borja. En los casos más leves, en lugar de la pena de muerte, las condenas fueron la de galeras, azotes, destierro, reclusión, multas y trabajos forzados. La tortura era empleada en los interrogatorios, aunque se solía excluir a los menores de 20 años, y entre 1566 y 1620 se torturó a un mínimo de 851 acusados, de un total de 3.661. En el caso de los esclavos, a menudo eran condenados al destierro, incluso en el caso de haber sido declarados inocentes.
De los tres tribunales de la Corona de Aragón el más severo fue sin duda el de Zaragoza. Entre 1570 y 1630 juzgó 543 casos (incluidos los de "bestialismo" porque la Inquisición los contabilizaba en la misma categoría que la homosexualidad) de los que 102 finalizaron con la condena a muerte. En los tribunales de Barcelona, Valencia y Zaragoza un 12% de los juzgados por la inquisición eran condenados a muerte en la hoguera; juzgados que entre 1570 y 1630 fueron unos 1000. En Valencia, de 1566 a 1775 se juzgaron en total 359 personas, de las que 37 fueron relajadas, 50 condenadas a galeras, 60 a azotes, 67 a destierro, 17 a reclusión, 17 a multa, 10 a trabajos forzados y en 62 casos el proceso fue suspendido o el acusado fue absuelto. Los tribunales aragoneses eran muy estrictos con los sodomitas, entre los que se incluían hombres y mujeres. El delito de sodomía comprendía el sexo anal, tanto homosexual como heterosexual, el bestialismo y la penetración de mujeres con objetos. Muchos de los delitos eran realizados contra adolescentes y la mayoría de los acusados eran forasteros, italianos o franceses, o curas venidos de otras zonas del país. En la Corona de Aragón los juicios tenían que incorporar el derecho local, por lo que los nombres de los implicados eran públicos y los declarados inocentes frecuentes.

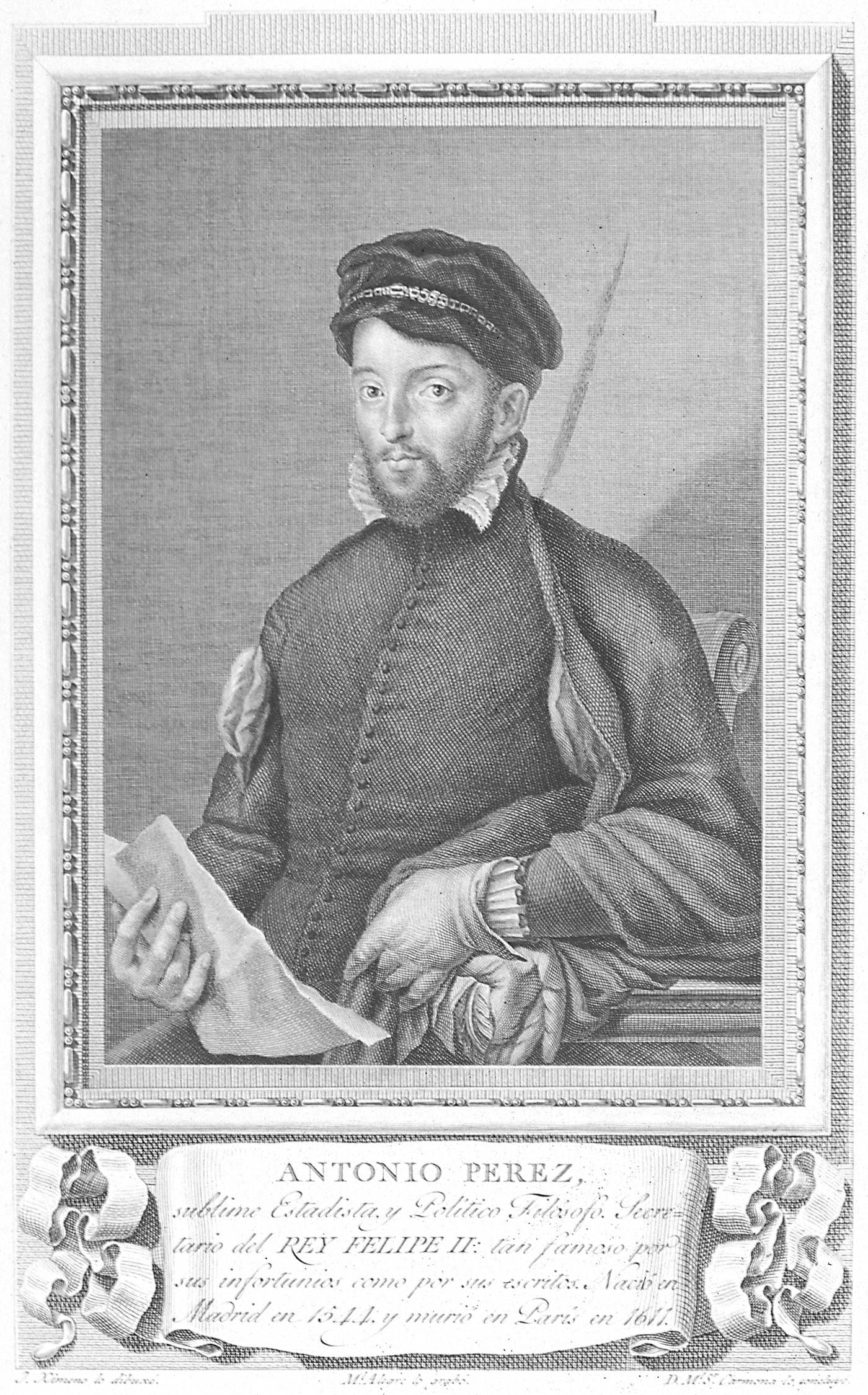
Antonio Pérez, en un grabado de 1791 (Biblioteca Nacional de España. Madrid.).

El caso más sonado fue el de Pedro Luis Garcerán de Borja Marqués de Navarrés, hijo del duque de Gandía, hermano de san Francisco de Borja y Gran Maestre de la Orden de Montesa, que fue arrestado, procesado y declarado culpable en 1572 por el Tribunal de Valencia. Parece ser que Pedro Luis Garcerán de Borja había estado enamorado tiempo antes de un tal Martín de Castro, un rufián dedicado a la prostitución y el proxenetismo, tanto de hombres como de mujeres, y que fue sorprendido en la cama con el conde de Ribagorza, Juan de Aragón. Martín de Castro, antes de ser ejecutado en 1574 en la corte, delató a Pedro Luis Garcerán de Borja, dando escabrosos detalles y mostrando su falta de escrúpulos. Garcerán de Borja, que había sido virrey y capitán general de los reinos de Tremecén, Túnez, Orán y Mazalquivir, se vio comprometido por la crisis interna que sufría la Orden de Montesa, dividida en facciones, y por las enemistades creadas al promocionar a favoritos. Felipe II, que fue consultado por la Inquisición sobre la conveniencia del juicio, decidió emplear el proceso para dar una lección a la nobleza levantisca, neutralizando a la vez la alianza de los Borja con la familia real portuguesa. Garcerán de Borja fue condenado a 10 años de reclusión en el convento de Montesa y una multa de 6000 ducados, a razón de 1000 ducados por año. Sin embargo, ya en 1583, Garcerán de Borja, tras unas disputas internas por la sucesión del Gran Maestre en la Orden de Montesa, supo congraciarse con el Rey y negoció con Felipe II la incorporación a la corona de la última Orden que se mantenía independiente. Como premio obtuvo la Encomienda Mayor de Calatrava y en 1591 el Virreinato de Cataluña, falleciendo en 1592. Según Henry Kamen, después de un proceso que duró tres años, el tribunal de Valencia sólo lo condenó al pago de una fuerte multa, pudiendo volver después a ocupar cargos.
Otro caso importante, que incluso tendrá trascendencia histórica, fue el de Antonio Pérez, secretario real de Felipe II. Antonio Pérez, que llegó a ser conocido como «El Pimpollo» en Madrid, subió en la apreciación de Felipe II gracias a la influencia del príncipe de Eboli, su amante. Tras la caída en desgracia con el rey, Pérez se refugió en Aragón, dónde la Inquisición lo procesó, entre otras cosas, por sodomía. La acusación se vio confirmada en 1591 por la Inquisición de Madrid, que había interrogado y torturado al paje Antón Añón hasta la muerte. Otros casos famosos de la época fueron los de don Antonio Manrique, el del príncipe de Ascoli, el de don Fernando de Vera y Vargas, corregidor de Murcia, los de don Luis de Roda, Vicente de Miranda y Diego López de Zúñiga, rector de la Universidad de Salamanca, salvándose estos tres últimos.El de Inés de Santa Cruz y Catalina Ledesma, conocidas como "Las Cañitas", es el primer caso documentado de persecución a mujeres sáficas por parte de la Inquisición.
La Inquisición también condenó a personas que rechazaban el género que se les había asignado al nacer (y que desde la actualidad podrían por tanto ser leídas como transgénero). Margarida Borràs fue la primera mujer valenciana ejecutada por su identidad de género, y su condena afirmaba que "era un hombre que se sentía mujer". Eleno de Céspedes fue un cirujano y ex-esclavo acusado de hechicería (y anteriormente de lesbianismo, sodomía y bigamia) por haber modificado sus genitales y pechos y vivir como hombre. Fue condenado en 1588 a pena de doscientos azotes y a reclusión durante diez años en un hospital en el que trabajó de forma gratuita. Ya en el siglo XVIII destaca el caso de la monja Fernanda Fernández, expulsada de su convento por tener genitales predominantemente masculinos, y una de las primeras personas intersexuales de las que hay constancia en España.

### La diversidad sexual y de género en el arte y en la literatura
Por otra parte, también es el renacimiento la época en la que se redescubre la herencia griega y romana. El homoerotismo y las historias de contenido homosexual, como las de Ganímedes y Zeus o de Apolo y Jacinto, llegaron desde Italia a través de artistas hetero u homosexuales como Leonardo, Miguel Ángel, Benvenuto Cellini, Caravaggio o Giovanni Antonio Bazzi, apodado Il Sodoma. La asociación italiano-sodomita fue una constante del Siglo de Oro y se extiende hasta el siglo XX, en el que Marañón achaca la homosexualidad de Antonio Pérez a su paso por Italia. Tal como lo expresó Góngora:

Que ginoveses y el Tajo
por cualquier ojo entran bien
Luis de Góngora y Argote

En la literatura del Siglo de Oro también abundan las burlas, chanzas y ataques a los sodomitas. Como ejemplo, unas líneas de Quevedo:

ÚLTIMA DESGRACIA: Finalmente, tan desgraciado es el culo que siendo así que todos los miembros del cuerpo se han holgado y huelgan muchas veces, los ojos de la cara gozando de lo hermoso, las narices de los buenos olores, la boca de lo bien sazonado y besando lo que ama, la lengua retozando entre los dientes, deleitándose con el reír, conversar y con ser pródiga y una vez que quiso holgar el pobre culo le quemaron.
Gracias y desgracias del ojo del culo
Francisco de Quevedo y Villegas.

El mundo del teatro era especialmente sospechoso. Las obras tenían a menudo argumentos transgresores de las buenas costumbres, en donde hombres o mujeres se vestían con las ropas y actuaban al modo del sexo contrario, como es el caso de la obra El vergonzoso en palacio de Tirso de Molina, donde el personaje de Serafina solicita amores tanto de hombres como de mujeres. Sobre todo eran frecuentes las obras en las que las mujeres se vestían de hombre para acceder a los privilegios de estos. A lo largo de los siglos XVI y XVII hubo diversas leyes que intentaron poner coto a tales desmanes y que demandaban, por ejemplo, que los empresarios informaran cabalmente del estado civil de los actores, que las esposas de los actores casados estuvieran presentes en las representaciones, que los papeles de mujeres estuvieran representadas por muchachos, o, por lo contrario, por mujeres, que los hombres no se vistieran de mujeres, etc.
La presión social y las consecuencias legales llevaron a muchos sodomitas a ocultar su orientación y en la actualidad sólo quedan indicios de lo que pudo haber sido. Como ejemplo:
- La sexualidad de Cervantes ha sido discutida por Daniel Eisenberg. Eisenberg, empleando datos blandos que se encuentran en la obra cervantina, ha llegado a la conclusión de que Cervantes no fue homosexual, pero que «tampoco era heterosexual, en los sentidos en que hoy usamos estos términos. Si se quisiera etiquetarle de bisexual [...] no podría oponerme. Pero esto conlleva encasillar a Cervantes en una anacrónica casilla que no le conviene, ni en la cual se hubiera sentido cómodo. [...] No me parece un entusiasta de sexualidad alguna.»[65]

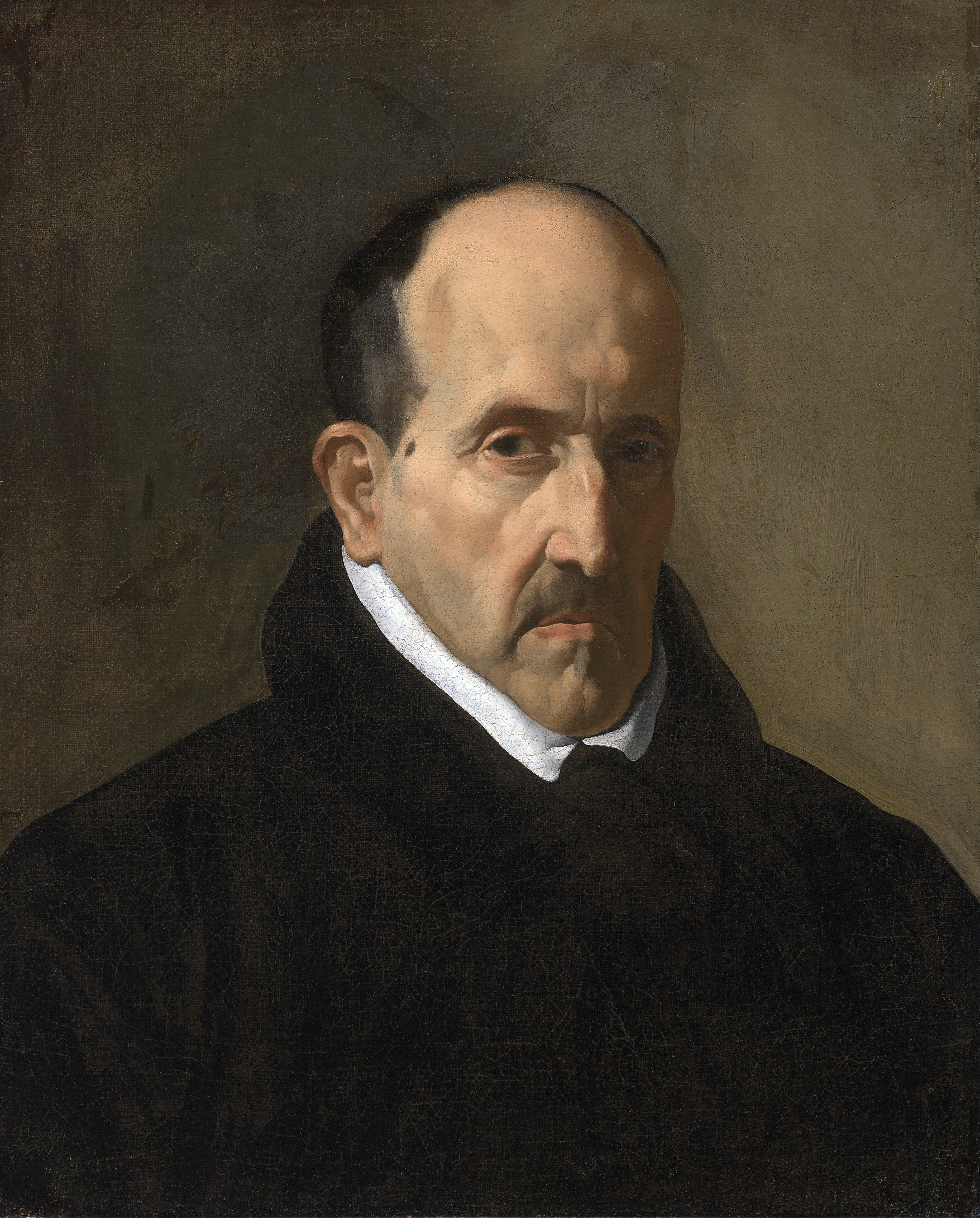
Sobre Góngora circulaban numerosos rumores en Madrid.

- De Góngora circulaban por los mentideros de Madrid coplillas que lo tildaban de bujarrón. En su poesía se encuentran muchas descripciones de la belleza moceril.[35]

CONTRA DON LUIS DE GONGORA Y SU POESIA

Este cíclope, no sicilïano,

del microcosmo sí, orbe postrero;

esta antípoda faz, cuyo hemisferio

zona divide en término italiano;
este círculo vivo en todo plano;

este que, siendo solamente cero,

le multiplica y parte por entero

todo buen abaquista veneciano;
el minoculo sí, mas ciego vulto;

el resquicio barbado de melenas;

esta cima del vicio y del insulto;
éste, en quien hoy los pedos son sirenas,

éste es el culo, en Góngora y en culto,

que un bujarrón le conociera apenas.
Francisco de Quevedo y Villegas.

- Del amigo de Góngora, Juan de Tassis, el conde de Villamediana, los historiadores Alonso Cortés y Gregorio Marañón¿Dónde? dicen que tuvo un juicio por sodomía post mortem, cuya documentación pudieron consultar en el Archivo de Simancas, pero que ha desaparecido posteriormente.[39] Bruquetas de Castro, en su libro Reyes que amaron como reinas, llega al punto de insinuar que el asesinato de Villamediana pudo haberse debido a que sabía demasiado sobre las supuestas veleidades sodomíticas de Felipe IV.[39] La suerte del conde de Villamediana es tema de un libro de Luis Rosales.[67] El misterioso asesinato de Villamediana desató una persecución por sodomía en los círculos cercanos. El primero fue debido al asesinato del hijo del conde de Benavente, del que fue acusado Diego Enríquez, un pariente, que confesó haberlo hecho por celos de otro hombre al que ambos pretendían. Otros fueron Luis de Córdoba, primogénito del Conde de Cabra que fue muerto a garrote vil, y Diego Gaytán de Vargas, procurador de Cortes por Salamanca.[39]
- De Sor Juana Inés de la Cruz también se ha dicho que fue lesbiana, tomando como base las intensas amistades que tuvo con diversas mujeres, la belleza de las cuales alaba en su poesía: «Yo, pues, mi adorada Filis, / que tu deidad reverencio, / que tu desdén idolatro / y que tu rigor venero: [...] Ser mujer, ni estar ausente, / no es de amarte impedimento; / pues sabes tú que las almas / distancia ignoran y sexo.»[35]
- También se ha especulado con la relación entre María de Zayas y Sotomayor, novelista, y Ana de Caro, dramaturgo y ensayista. Ambas vivían juntas en Madrid, ganando su sustento como escritoras, independientes de cualquier hombre. Diarios, cartas, comentarios de contemporáneos, como Alonso de Castillo Solórzano, y estudiosos modernos, como Maroto Camino, han llevado a pensar que ambas formaban una pareja que expresaba su amor tanto espiritual como físicamente.[47]
- De entre los actores, podemos destacar a Cosme Pérez, más conocido como Juan Rana. De él se sabe por un comentario contemporáneo que fue detenido por pecado nefando, aunque fue liberado. Como gracioso de entremeses llegó a tener tal fama, que se escribían obras para él: El doctor Juan Rana de Luis Quiñones de Benavente, Juan Rana poeta de Antonio de Solís, Juan Rana mujer de Jerónimo de Cáncer o El triunfo de Juan Rana de Pedro Calderón de la Barca, en total fueron 44 obras. A partir de las obras escritas para él se puede deducir que el actor debía ser amanerado y jugar con la ambigüedad, lo que precisamente le daba tanto éxito.[68]

## Los inicios de la Edad Contemporánea
La costumbre de juzgar y condenar a los homosexuales se mantuvo hasta la mitad del siglo XVII, momento a partir del cual ya no se realizaron ejecuciones públicas. El hecho se explica por un cambio en la sensibilidad de la sociedad española y europea y por el deseo de evitar dar publicidad al acto sexual: se prefería enviar a los acusados a remar a galeras o al exilio, evitando un auto de fe público. A partir del siglo XVIII sólo algunos casos de importancia serán juzgados.
A partir de los años 30 del siglo XVII la política de castigos de la Inquisición también varió, el número de relajados y condenados a galeras, la tortura y los azotes disminuyeron y aumentaron los destierros, las multas, los trabajos forzados y las suspensiones: se había pasado de la política de reducción por el terror a la de exclusión pura y simple. Los destierros, que formaban el 28,8% de las condenas conocidas, podían ser temporales o permanentes y solían referirse al territorio bajo jurisdicción del Tribunal, aunque en caso de extranjeros, también se les expulsaba de España.

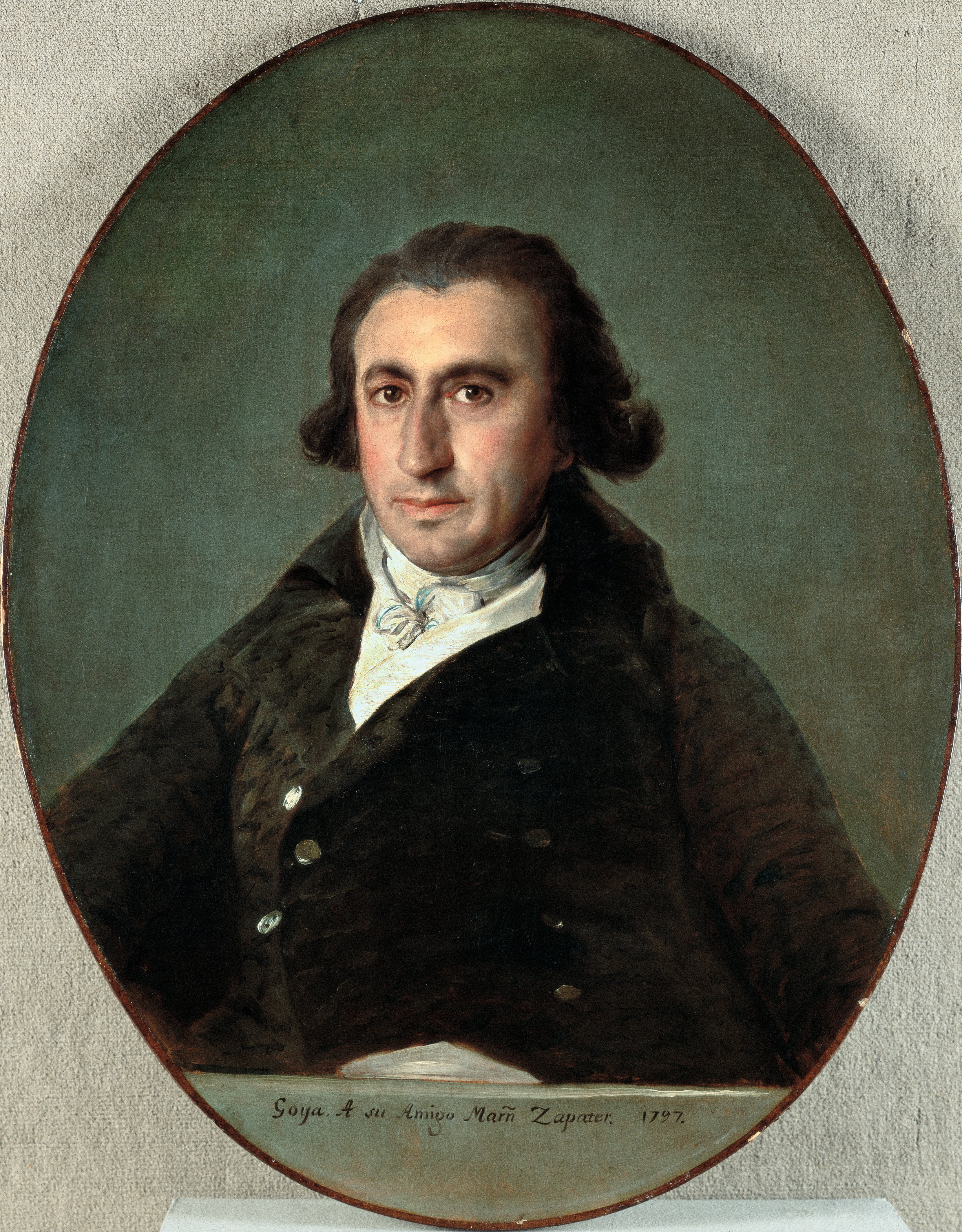
Retrato de Goya a su amigo Martín Zapater (1797).

Fernando Bruquetas de Castro explica una parte de la historia de España, en concreto el ascenso de Godoy y la invasión francesa, con la homosexualidad de Carlos IV. En la época era vox pópuli que Godoy era amante de la reina María Luisa de Parma, pero Bruquetas va más allá al considerar que Godoy también tenía amores con Carlos IV. Sería la única manera de explicar las acciones y reacciones de Carlos IV: «[...] era gay o tonto, incluso puede que fuera ambas cosas a la vez [...]». Sin embargo, varios otros historiadores como Juan Balansó o Emilio Calderón han reducido la importancia de la relación sentimental entre Godoy y María Luisa en el ascenso del primero.
En 2004 saltó a los periódicos la posibilidad de que el pintor Francisco de Goya hubiera tenido una relación homosexual u homoerótica. En sus cartas a su amigo íntimo y contable Martín Zapater la historiadora del arte Natacha Seseña ha querido ver una relación homoerótica. La demostración estaría en unas cartas que se mantuvieron inéditas hasta 2004: 

Martín mío, con tus cartas me prevarico... me arrebataría a irme contigo porque es tanto lo que me gustas y tan de mi genio que no es posible encontrar otro y cree que mi vida sería el que pudiésemos estar juntos y cazar y chocolatear y gastarme mis veintitrés reales que tengo con sana paz y en tu compañía me parecería la mayor dicha del mundo (pero qué poltroncitos que nos volveríamos), y en realidad no hay otra cosa que apetecer en este mundo con que si me escribes por ese estilo me revientas y me haces pasar unos ratos que me estoy hablando solo y contigo horas (...)

«el que te ama más de lo que piensas» o «tuyo y retuyo, tu Paco Goya» son algunas de las expresiones que se pueden encontrar.

## ElsigloXIXy principios delXX

### Legislación
A principios del siglo XIX se extendieron ideas liberales desde Francia y más tarde se extendió el krausismo, originado en Alemania. Así, en 1822 se publicó el primer código penal que no mencionaba la sodomía como delito, durante el Trienio liberal; pero el código fue derogado poco después. Hasta ese momento, la «sodomía» siempre se había referido al concepto antiguo, que incluía todos los actos sexuales no dirigidos a la estricta reproducción. No fue hasta 1848, con el nuevo código penal, que la sodomía desapareció definitivamente, hecho que se mantuvo en las nuevas versiones de 1850, 1860 y 1870. Sin embargo, se podían emplear otras leyes, como las de «escándalo público» o aquellas sobre las «faltas contra la moral, el pudor y las buenas costumbres».
La homosexualidad como delito fue reintroducido en el código penal de 1928, durante el reinado de Alfonso XIII, con el artículo 616 del título X:

El que, habitualmente o con escándalo, cometiere actos contrarios al pudor con personas del mismo sexo será castigado con multa de 1.000 a 10.000 pesetas e inhibición especial para cargos públicos de seis a doce años.

1.000 a 10 000 pesetas eran una multa mayor, que sólo se podían permitir los pudientes; los más pobres debían cumplir en su lugar una condena carcelaria. También las mujeres fueron nombradas explícitamente en el artículo 613:

En los delitos de abusos deshonestos sin publicidad ni escándalo entre hembras, bastara la denuncia de cualquiera de ellas, y si se realizan con publicidad o producen escándalo, la de cualquier persona. En los cometidos entre hombres se procederá de oficio.

Este código penal fue derogado el 13 de abril de 1931 por la Segunda República, que reintrodujo el anterior de 1870. En 1932 se publicó un nuevo código penal que seguía sin mencionar la homosexualidad, lo que legalizaba las relaciones sexuales entre hombres, con la excepción del ejército.
En 1901 tuvo lugar el primer intento de matrimonio de una pareja del mismo sexo en España del que se tiene constancia registral. El 8 de junio de 1901, Marcela Gracia Ibeas y Elisa Sánchez Loriga, dos mujeres, contrajeron matrimonio en La Coruña al hacerse pasar una de ellas por hombre. Al final fueron descubiertas y tuvieron que huir de España, debido a la imposibilidad de encontrar empleo, un sistema judicial que buscaba juzgarlas y las burlas y homofobia de sus contemporáneos. Sin embargo, el matrimonio nunca fue anulado, lo que puede ser debido a que los contemporáneos no lo dieran por válido.
En España, al contrario que en Alemania, no hubo un movimiento homosexual a principios del siglo XX que se opusiese a las persecuciones o que buscase dignificarse. La Liga española por la reforma sexual, creada tardíamente en 1932, fue de entre las europeas la más conservadora socialmente y de las pocas que no incluyó la homosexualidad en su programa. La homosexualidad se mantuvo como un tabú hasta la Guerra Civil. Sin embargo, hubo voces aisladas, como la de José María Llanas Aguilaniedo, que en 1904 incluso se declaraba a favor del matrimonio para los homosexuales:

El homosexual entre individuos de sexo contrario, tan insatisfecho resulta como si se hallara aislado en el desierto; y un individuo insatisfecho es al fin un inútil; nada puede ni hace; ó viene á loco ó á un obseso peligroso. Apareado, en cambio, con otro homosexual, resulta apaciguado y puede ser útil á los demás. La molécula, el verdadero elemento social, quedan tan cerrados en este caso como en el matrimonio corriente, pues hay en la pareja amor, hay ayuda y sostén, lugar de reparo para la lucha y satisfacción perfecta del instinto, la única apetecida.

Si no se había presentado aún esta cuestión, es indudable que algún día, por muy triste y antipático que hoy nos parezca, ha de presentarse para su resolución.

¿Por qué no ocuparse en serio de ella ya?
José María Llanas Aguilaniedo: «Matrimonios entre mujeres», en Nuestro Tiempo. Madrid (1904) 

### Sociedad

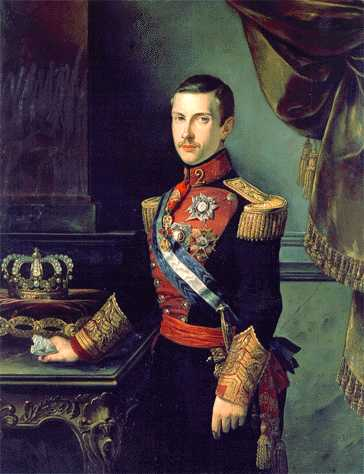
Retrato de Francisco de Asís de Borbón, pintado por Federico Madrazo.

De entre los políticos y gobernantes del siglo XIX hay que hablar principalmente de don Francisco de Asís de Borbón, rey consorte de Isabel II y de Emilio Castelar. La homosexualidad del primero era conocida y notoria. Existen numerosísimas anécdotas sobre el tema y en Madrid circulaban diversas coplas: 

Paquito Natillas
que es de pasta flora,
orina en cuclillas,
como una señora.
Anónimo

 Figura en este sentido en el álbum pornográfico Los borbones en pelota. La homosexualidad de Castelar no es tan conocida, a pesar de que los periódicos de la época lo llamaban «doña Inés del Tenorio». Bruquetas de Castro relata una tierna historia de amor de Castelar con José Lázaro Galdiano, que finalmente se rompió por diferencias de edad e intereses.
Hacia finales del siglo XIX se realizaban bailes relativamente públicos en Madrid y Barcelona, como el que se hizo en 1879 en La Alameda, en la calle Alameda en Madrid, el último día de carnaval, al que acudieron «más de cien sodomitas con elegantes trajes y ricas joyas». Todo esto había desaparecido a principios del siglo XX; posiblemente las leyes de escándalo público habían provocado que los homosexuales se recogieran en clubes privados y casas particulares. Las noticias sobre esta subcultura han llegado a través de criminalistas y médicos, por lo que están imbuidas del pensamiento de los intelectuales de la época, hostiles a los homosexuales. Se celebraban «bautizos» de homosexuales que Teodoro Yáñez describió en 1884 de la siguiente forma: «[En determinados días se admitían socios nuevos en el club...] y después [sic] de acreditar que no habían conocido varon [sic] con dos testigos, se les ponía una túnica blanca y una corona de azahar, y se les paseaba por el recinto, haciendo luego uno de ellos la primera introduccion [sic].» Otras ceremonias similares eran «bodas» y «paritorios»:

La ceremonia del paritorio es complicada y variable en cada caso. Celébranse en lugares de reunión, algunos de los cuales se han hecho famosos. Aparece un uranista en traje femenino, con el vientre abultado, andando penosamente. El supuesto médico y la reunión de amigos, deudos y familiares, alarmados, oblíganle a tenderse en el lecho, prodíganle toda clase de cuidados, refrescan con paños mojados su frente y sienes, sobreviniendo, al fin, tras una larga brega simulada, y en medio de grandes alaridos, el alumbramiento del muñeco, que es inmediatamente presentado al oficioso senado de expectantes. La más viva alegría se pinta en las caras; corre el vino a raudales, y el suspirado desenfreno hace al fin su aparición ente la grotesca turba.
Bernaldo de Quirós y Llanas Aguilaniedo, La mala vida en Madrid (1901), p. 273

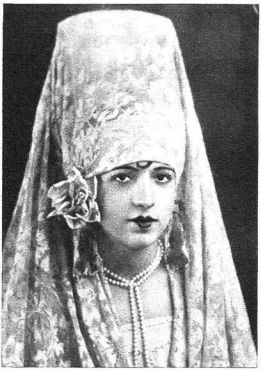
Imitador de cupletistas «La Asturiana» en 1933. «La Asturiana» actuaba a menudo en el local «La Criolla», en el Barrio Chino de Barcelona, y en el Paralelo.

También los cabarés y las revistas fueron importantes centros de «inmoralidad», sobre todo durante la moda de la sicalipsis. Algunos cafés cantantes se convirtieron en plataforma de estrellas del transformismo, como fue el caso de Edmond de Bries en el Salón Fuencarral, que estrenó la canción Tardes del Ritz de Retana en 1923. Algunas canciones incluso trataban sobre la homosexualidad, aunque siempre en forma de escarnio y burla, como El peluquero de señoras o ¡Ay Manolo!, cantada por Mercedes Serós.

Un pollito de esos que llevan
Las melenas hasta los pies

De este modo habló al peluquero

Con un poco de timidez:

«Quiero que me haga usted un peinado

Con raya al medio, en dos bandós,

Que sea así por el estilo

Del de la Cléo de Mérode» [...]

No hay un batidor en la ciudad

Que peine con tanta suavidad [...]

«A nadie jamás yo dejaré

Que ande en mi cabeza más que usted»

Y con gran amor él le dijo así

Lleno de rubor: «¡Ay sí!»
El peluquero de señoras, J. J. Cadenas

De más alcurnia eran el Café de Levante y el Café del Vapor en Madrid o en el Barrio Chino de Barcelona. De hecho, al igual que en otros países, existía una cierta identificación de aristocracia con homosexualidad, como puede ejemplificar el «Marqués de Bradomín», en «Estío» de Valle Inclán, o el mismo Antonio de Hoyos y Vinent.
Uno de los focos de la vida homosexual en la España de los años 1920 y 1930 fue la Residencia de Estudiantes, que hunde sus raíces en la Institución Libre de Enseñanza de Francisco Giner de los Ríos y el krausismo. Algunos de los residentes eran homosexuales conocidos, como fue el caso de Federico García Lorca. Lorca pertenecía al núcleo de homosexuales de la Generación del 27, a la que también pertenecían Luis Cernuda, Juan Gil-Albert, Emilio Prados, Vicente Aleixandre y Rafael de León. A este grupo de poetas habría que añadir al pintor Gregorio Prieto, mientras algunos historiadores incluyen también a Dalí.
También existía un círculo sáfico en Madrid, como lugar de encuentro y de tertulia. Allí se podían reunir mujeres como Carmen Conde, Victorina Durán, la periodista Irene Polo o Lucía Sánchez Saornil. La única que se atrevió a publicar versos homoeróticos fue Sánchez Saornil. En Barcelona hay que mencionar a Ana María Sagi y Tórtola Valencia.
Incluso se llegaron a publicar algunos libros de temática homosexual, la mayoría por extranjeros. En 1930, después de un anticipo en la Revista de Occidente, el traductor Emilio García Gómez publicó Poemas arabigoandaluces, basándose en la tradición homoerótica andalusí, que incluía referencias al coito anal. Donde habite el olvido (1934), El marinero joven (1936) y Los placeres prohibidos (1936) de Luis Cernuda contienen poemas homoeróticos y tuvieron algún éxito en la época. García Lorca no llegó a publicar Sonetos del amor oscuro, que permanecieron ocultos en poder de la familia e inéditos hasta 1983.
La homosexualidad, a pesar de no estar criminalizada, sí fue perseguida y marginada por la sociedad española y en especial por los sectores más conservadores de la Iglesia católica. Este ambiente represivo llevó a algunos a elegir el exilio en París. La homofobia también fue empleada por la izquierda para atacar a la aristocracia y a la Iglesia católica, como ejemplifica su uso en las obras A.M.D.G. de Pérez de Ayala, Ellas y ellos o ellos y ellas de Carmen de Burgos o Las locas de postín de Álvaro Retana. Sin embargo, quienes más contribuyeron a la marginalización y el rechazo de los homosexuales fueron los médicos. Durante el siglo XIX la criminología había convertido al homosexual en un monstruo, opinión que una mayor visibilidad y el abandono del lastre moralizante suaviza a lo largo del siglo XX. A partir del cambio de siglo, en España predomina la visión endocrinológica del fenómeno, que divide a los homosexuales en buenos (los castos) y malos. Una visión típica durante los años 20 decía que «por lo general la homosexualidad no se observa más que en individuos tarados desde el punto de vista psicopático o biológico».¿Quién dijo esto y dónde? El mayor representante de este tipo de pensamiento fue Gregorio Marañón, lo más cercano a un sexólogo que había en España. Más objetivo que la mayoría, se oponía a la criminalización, esperaba que un día de estos la cura de la homosexualidad se descubriese y para la época era una figura tolerante. (En un experimento famoso que Marañón comenta, un aumento de la testosterona --por inyección de un extracto de testículos animales-- en el sujeto no curaba la homosexualidad, sino hacía al individuo más cachondo en el mismo sentido homosexual.) Pero abogaba por el ocultamiento y, como tal, se le puede considerar antecesor de la homofobia liberal moderna.
Tampoco hay que olvidar la violencia sufrida por los homosexuales, sobre todo aquellos de clases más bajas. Por ejemplo, Luis Buñuel relata el caso de un grupo de hombres de San Sebastián de visita en Madrid que fueron agredidos por no llevar sombrero y ser confundidos con «maricones». Bernaldo de Quirós y Llanas de Aguilaniedo relatan la historia de una mujer calva que estuvo a punto de morir apedreada al ser confundida con un «pederasta». Tampoco eran raros los casos de chantaje, individuos que se hacían pasar por policías y sorprendían a homosexuales en lugares públicos, o que simplemente pedían dinero a cambio de su silencio.

## La guerra civil española y la Dictadura de Franco

### Guerra Civil

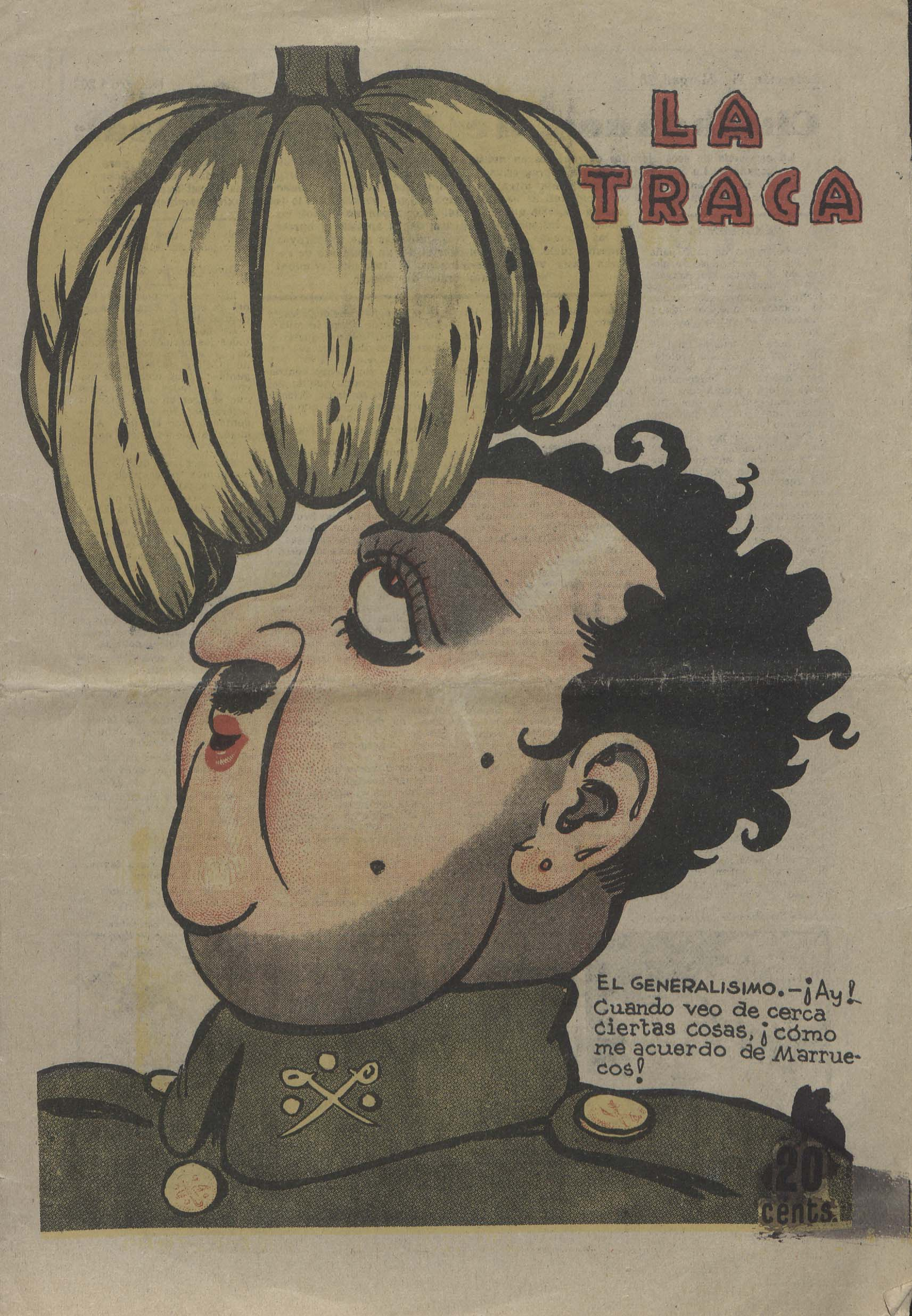
Portada de la revista satírica La Traca durante la guerra civil española, en la se muestra una caricatura del general sublevado, Francisco Franco. En ella se atribuye la condición de homosexual a Franco, a quien se retrata contemplando un racimo de plátanos –metáfora fálica– mientras declara «¡Ay! Cuando veo de cerca ciertas cosas, ¡cómo me acuerdo de Marruecos!».

El 18 de julio de 1936 se produce la sublevación militar en España contra la Segunda República, a raíz del triunfo del Frente Popular en las elecciones de febrero de 1936, cuyo fracaso parcial origina la Guerra Civil. Aunque no consta que hubiera una persecución abierta de los nacionales hacia los homosexuales por el mero hecho de serlo, sí parece que la homosexualidad podría haber sido un factor a favor de su encarcelamiento y/o ejecución. Un ejemplo lo podemos encontrar en Federico García Lorca, homosexual confeso que había apoyado en un manifiesto al Frente Popular y que fue ejecutado por 'rojo y maricón' según justificó Ruiz Alonso, tipógrafo católico y jefe de la banda que detuvo a Lorca.

### Franquismo

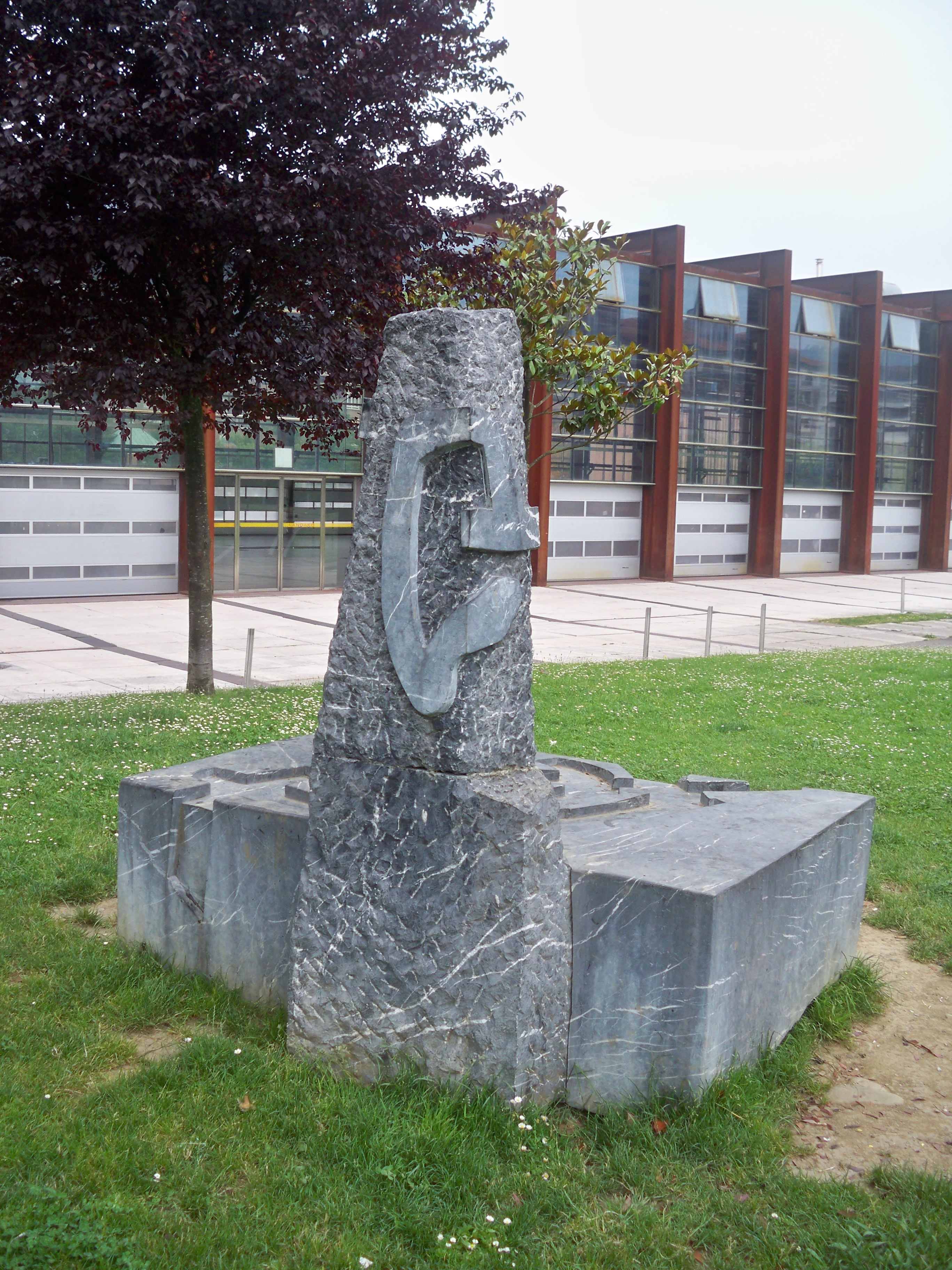
Monumento a los homosexuales represaliados por el franquismo en Durango.

A principios del régimen dictatorial del general Francisco Franco, el gobierno se centró en perseguir y eliminar cualquier tipo de disidencia política, pero cuando pasó el tiempo y estas amenazas contra el franquismo se redujeron, se empezó a perseguir a la homosexualidad de una forma más clara, los llamados «violetas», especialmente a partir del 15 de julio de 1954, cuando la Ley de vagos y maleantes, fue modificada e incluyó a los homosexuales. Decía

A los homosexuales, rufianes y proxenetas, a los mendigos profesionales y a los que vivan de la mendicidad ajena, exploten menores de edad, enfermos mentales o lisiados, se les aplicarán para que cumplan todas sucesivamente, las medidas siguientes:
a) Internado en un establecimiento de trabajo o colonia agrícola. Los homosexuales sometidos a esta medida de seguridad deberán ser internados en instituciones especiales, y en todo caso, con absoluta separación de los demás.
b) Prohibición de residir en determinado lugar o territorio y obligación de declarar su domicilio.
c) Sumisión a la vigilancia de los delegados

Los establecimientos de trabajo y colonias agrícolas mencionados por la ley fueron campos de concentración, como la Colonia Agrícola Penitenciaria de Tefía en la Isla de Fuerteventura, en la que los presos tenían que trabajar bajo condiciones inhumanas hasta caer agotados y sufrían palizas, castigos corporales y hambre. Un total de unas 5000 personas fueron detenidas por ser consideradas homosexuales durante el franquismo, y la Iglesia y la medicina desempeñaron un papel relevante colaborando en esta represión. A pesar de que las leyes únicamente se refieran a la homosexualidad, en este momento no se hacía una distinción entre homosexualidad y transexualidad, por lo que muchas mujeres transgénero fueron igualmente perseguidas e internadas a lo largo de la dictadura.

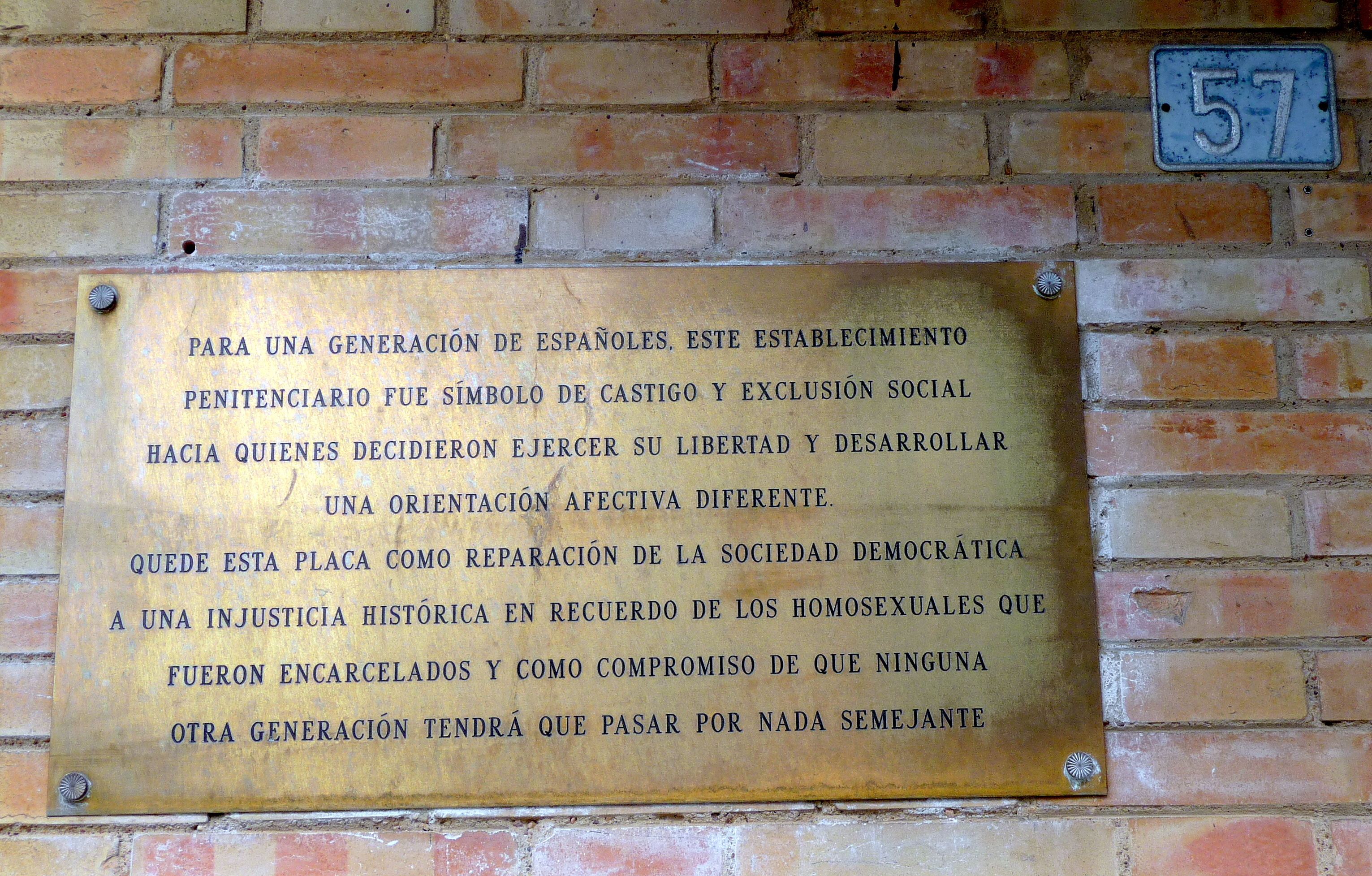
Placa homenaje a los homosexuales encerrados durante el franquismo en la antigua cárcel provincial de Huelva.

Sin embargo, en los años 1960 la cultura gay empezó a florecer de forma clandestina en ciudades y centros turísticos como Barcelona, Ibiza, Sitges o Torremolinos. En esta localidad se creó en 1962 el considerado primer bar LGBT de España, situado en la zona conocida como Pasaje Begoña. En 1971 se produjo en ella la conocida como «La gran redada», en la que se detuvo a 140 personas y se clausuró gran parte del área de ocio.
En 1970 se aprueba la Ley de Peligrosidad y Rehabilitación Social, que actualizaba la Ley de vagos y maleantes y mantenía la represión a los homosexuales. Esta establecía su internamiento en "establecimientos de reeducación" bajo vigilancia y la prohibición de residir en ciertos lugares. Se establecieron dos penales específicos, uno en Huelva (a donde se enviaban los considerados como «activos») y otro en Badajoz (a donde se enviaban los «pasivos»). Simultáneamente, en algunas cárceles existían zonas separadas para los detenidos homosexuales. En estos establecimientos se intentaba cambiar la orientación sexual de los presos mediante terapias de conversión, que incluían descargas eléctricas y la exposición a estímulos sexuales heterosexuales. Existen también testimonios del uso de lobotomías para tratar de «curar» a homosexuales. Ni el indulto del 25 de noviembre de 1975 ni la amnistía del 31 de julio de 1976 beneficiaron a los homosexuales que habían sido detenidos.
En 1970 Mir Bellgai y Roger de Gaimon, seudónimos bajo los que se ocultaban Francesc Francino y Armand de Fluvià, crearon clandestinamente en Barcelona, el Movimiento Español de Liberación Homosexual (MELH), la primera asociación moderna de defensa de los derechos de los homosexuales en España. Entre 1972 y 1974 editaron un boletín mensual bajo el nombre de Aghois (Agrupación Homosexual para la Igualdad Sexual) que se enviaba a Francia para su redistribución en España y que se dejó de publicar debido al acoso policial. El grupo se disolvió en 1975, dando lugar al FAGC.

## La democracia

### La Transición y el gobierno de Adolfo Suárez
Muerto el dictador, el rey Juan Carlos I devino jefe de Estado y tras el breve gobierno de Arias Navarro, nombró a Adolfo Suárez presidente del Gobierno de España. Suárez fue luego ratificado tras ser elegido en las primeras elecciones democráticas desde la Segunda República (es decir, las primeras elecciones desde 1936).

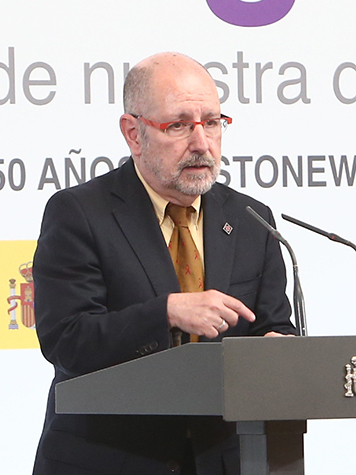
Jordi Petit.

En 1975, poco después de la muerte de Franco, en los inicios de la Transición, se creó el Front d'Alliberament Gai de Catalunya (FAGC) de las cenizas del MELH (Movimiento Español de Liberación Homosexual). La asociación no sería legalizada hasta el 15 de julio de 1980. El FAGC sirvió de fermento para la creación de otras asociaciones similares en el resto de España, como el Euskal Herriko Gay Askapen Mugimendua (EHGAM) en el País Vasco y el Frente Homosexual de Acción Revolucionaria (FHAR), MDH y Mercurio en Madrid, que formaría el Frente de Liberación Homosexual de Castilla con sede en Madrid. En 1977 el FAGC fue el motor de la creación de la Federació de Fronts d'Alliberament Gai dels Països Catalans, de vida muy breve, y de la Coordinadora de Frentes de Liberación Homosexual del Estado Español (COFLHEE), en la que participaron, aparte de la propia FAGC, los tres grupos de Madrid, el EHGAM, junto con otros grupos que se habían ido formando en el resto del país: FAGI, AM, MH Aragón y FLH Galicia. También en 1977, el 28 de junio, el FAGC convocó la primera manifestación del Orgullo LGBTI en Barcelona, cuando la homosexualidad todavía era ilegal, en la que participan unas 5.000 personas. La manifestación fue duramente reprimida por la policía, con heridos y detenciones. Simultáneamente a la explosión de asociaciones reivindicativas y radicales, Armand de Fluvià creó en 1977 en Barcelona el Institut Lambda, más tarde Casal Lambda, el primer centro de servicios para homosexuales. También en 1977 el EHGAM crea la revista Hotsa, una de las primeras revistas de carácter homosexual de España; el 16 de abril del mismo año sale a la venta Party, publicación que inicialmente camuflaba sus contenidos para homosexuales bajo la imagen de una «revista del mundo del espectáculo».
En 1978 se produjo la primera salida del armario pública. Fue Armand de Fluvià, que hasta ese momento había empleado el seudónimo de Roger de Gaimon. El hecho se produjo en la televisión autonómica TVE, en el programa Vosté pregunta, el de mayor audiencia en la época. También fue en 1978 cuando aparecieron los primeros homosexuales en la televisión, Armand de Fluvià y Jordi Petit aparecieron en La Clave.
La primera asociación lésbica fue el Grup de Lluita per l’Alliberament de la Dona creado en Barcelona en 1979. Incluso después de su creación, las lesbianas mantuvieron un perfil bajo dentro del movimiento, hasta que en 1987 el arresto de dos mujeres por besarse en público provocó el 28 de julio una masiva protesta con beso público en la Puerta del Sol de Madrid, que desde entonces se repite anualmente.
Desde 1978 los movimientos homosexuales de Madrid no tuvieron continuidad: en 1978 se extinguen FHAR y MDH, los militantes se unen a la asociación Mercurio para crear la Frente de Liberación Homosexual de Castilla (FLHC), que convoca la mayor manifestación el 28 de junio de 1978 hasta el momento con 10 000 participantes. El boletín del FLHC tuvo 3 nombres La Ladilla Loca, La voz del FLHOC y Aquí el FLHOC. Tensiones entre gais y lesbianas llevan a la creación en 1981 del Colectivo de Feministas Lesbianas de Madrid (CFLM), de ámbito nacional, y el Grupo de Acción por la Liberación Homosexual (GALHO), algo menos radical que el FLHOC. Finalmente FLHOC y GALHO se disuelven.
En este período se instaura la Constitución de 1978, un texto que aseguraba la democratización y liberalización del Estado. Sin embargo, la ley sobre peligrosidad y rehabilitación social, heredera de la ley de vagos y maleantes, todavía se empleó contra tres personas en 1978.
El 26 de diciembre de 1978 Adolfo Suárez firmó una modificación de la ley de peligrosidad social que eliminaba la homosexualidad del texto, que entró en vigor el 11 de enero de 1979, quedando así despenalizada la homosexualidad en España. Los últimos presos por homosexualidad fueron liberados ese mismo año.
A pesar del final de la prohibición, la resistencia contra la normalización de la homosexualidad persistió, no solo desde la derecha y la Iglesia, sino también desde la izquierda. En 1977 el presidente del PSP Tierno Galván afirmó en la revista Interviú:

No, no creo que se les deba castigar. Pero no soy partidario de conceder libertad ni de hacer propaganda del homosexualismo. Creo que hay que poner límites a este tipo de desviaciones, cuando el instinto está tan claramente definido en el mundo occidental. La libertad de los instintos es una libertad respetable..., siempre que no atente en ningún caso a los modelos de convivencia mayoritariamente aceptados como modelos morales positivos.
Enrique Tierno Galván

Otros políticos como Federica Montseny, de la CNT, Eladio García Castro, del Partido del Trabajo de España, Manuel Guedán de la Organización Revolucionaria de Trabajadores, o Dídac Fàbregas i Guillén de la Organización de Izquierda Comunista de España expresaron opinones similares.

### Gobiernos de Felipe González
Una vez la fase más decisiva de la Transición había pasado, en España estalló la revolución social, acompañada de una económica y política, siendo su máxima expresión la movida madrileña.
No fue hasta 1986 que la homosexualidad dejó de ser delito contra el honor en el ejército español. El Código de Justicia militar español castigaba la homosexualidad con la separación del servicio y entre seis meses y seis años de cárcel.
En 1983 se crea la Asamblea Gai de Madrid (AGAMA), que publica la revista Madrid Gai, que más tarde pasaría a llamarse Mundo Gai hasta su desaparición en 1986. No fue hasta 1985 que Madrid consiguió una organización estable, el Colectivo Gai de Madrid (COGAM), posteriormente Colectivo de Lesbianas, Gais, Transexuales y Bisexuales de Madrid, como ya tenían desde finales de los 70 Barcelona y Bilbao. El COGAM publica en 1987 por primera vez la revista Entiendes...?. En 1991 el COGAM se retira de la COFLHEE por considerarla demasiado radical, lo que lleva a la escisión de COGAM de los grupos críticos La Radical Gai y LSD. En Cataluña el activista Jordi Petit funda en 1986 la Coordinadora d'Iniciatives Gais que se convertiría en 1988 en la federación de asociaciones Coordinadora Gai-Lesbiana de Catalunya (CGL). También 1986 se crea en Valencia el Col·lectiu Lambda. En 1989 se crea en Córdoba el Foro Permanente sobre Homosexualidad, que en 1992 se convirtió en la asociación COLEGA. A partir de 1993, COLEGA se expande rápidamente por Andalucía, convirtiéndose en una federación de asociaciones con el nombre de COLEGAS, que más tarde se extendería por otras comunidades autónomas. En 1995 se constituye Espai acció gai-lesbià de Lleida i entorn (EAGLE) fuera del área metropilitana de Barcelona, que impulsa la visibilidad en zonas poco dadas a estos temas. En 1989 el Instituto Lambda se une a la Comisión Pro-Casal, pasándose a llamar Casal Lambda, que publica a partir de ese año la revista del mismo nombre. También nace en 1989 la primera asociación estable de transexuales, Transexualia. En 1992 el Comité Reivindicativo y Cultural de Lesbianas (CRECUL), creado en 1991, se unió al COGAM para crear la Federación Estatal de Gais y Lesbianas (FEGL), más tarde Federación Estatal de Lesbianas, Gais, Transexuales y Bisexuales (FELGT), bajo la dirección de Armand de Fluvià, a la que se unirían posteriormente Casal Lambda, NOS (Granada), 28-J (Jaén) y Gais Cristians/es. Más tarde la Federación se fue ampliando con otros colectivos de importancia como Gehitu (País Vasco), Alega (Cantabria), Gamá (Canarias) o el Col·lectiu Lambda (Valencia). La dirección de la Federación la han ostentado figuras públicas de importancia como Pedro Zerolo, Íñigo Lamarca, Juana Ramos, Miguel Ángel Fernández, Beatriz Gimeno o Toni Poveda.

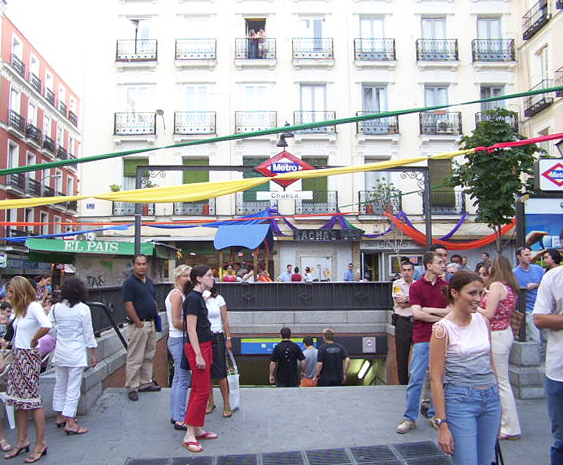
Plaza de Chueca, centro del ambiente gay de Madrid, con entrada a la estación de metro de Chueca.

Hacia mitad de los noventa aparecen los primeros «barrios gais» en España: Chueca en Madrid y el Gaixample en Barcelona. Los barrios, que tienen su origen en pequeñas concentraciones de bares de ambiente, ya en la Transición, evolucionan siguiendo los modelos americanos (como Castro en San Francisco y el Greenwich Village en Nueva York) y europeos (como Le Marais de París o Old Compton Street en Londres) hacia auténticos centros de cultura, ocio y negocio para homosexuales. Asimismo, ciertas zonas turísticas españolas como Ibiza, Playa del Inglés-Maspalomas (Gran Canaria), Sitges y especialmente Barcelona se consolidan como importantes destinos de turismo homosexual que acogen a gais de todo el mundo.
En febrero de 1995 se inició el Caso Arny en Sevilla, que Jesús Vázquez, uno de los afectados, definió como el «último intento de los reaccionarios de aplastar lo inevitable». Arny era el nombre de un bar de ambiente gay en Sevilla en el que presuntamente se realizaba prostitución de menores. El escándalo fue enorme, se juzgó a 48 hombres, entre los que se encontraban nombres como el ya mencionado Jesús Vázquez, el actor y cantante Javier Gurruchaga, el humorista Jorge Cadaval, el exjuez de menores Manuel Rico Lara, Antonio Tejado, hermano de María del Monte, y el marqués de Sotohermoso, Ramón de Carranza y Villalonga. La mayoría fueron acusados basándose en las declaraciones de un joven de 15 años, José Antonio S.B., el «Testigo Número 1», quien afirmaba en la sentencia de la Audiencia Provincial de Sevilla que «si los medios de comunicación le hubieran dado una cierta cantidad de dinero que exigía, habría dicho que mantuvo relaciones sexuales hasta con la más alta personalidad de nuestro país», y quien en 2005 sería juzgado por asesinato de una paliza de uno de los clientes del Arny por no haber pagado lo estipulado. Finalmente el juez absolvió a la mayoría de los procesados por falta de pruebas, de hecho, algunos de los acusados jamás habían estado en el Arny. El daño moral que sufrieron los acusados fue enorme, «El vaso roto, roto está» comentó Jorge Cadaval, y el económico también; así, por ejemplo, Jesús Vázquez sólo facturó un 10% de lo previsto durante esa época.

### Gobiernos de José María Aznar

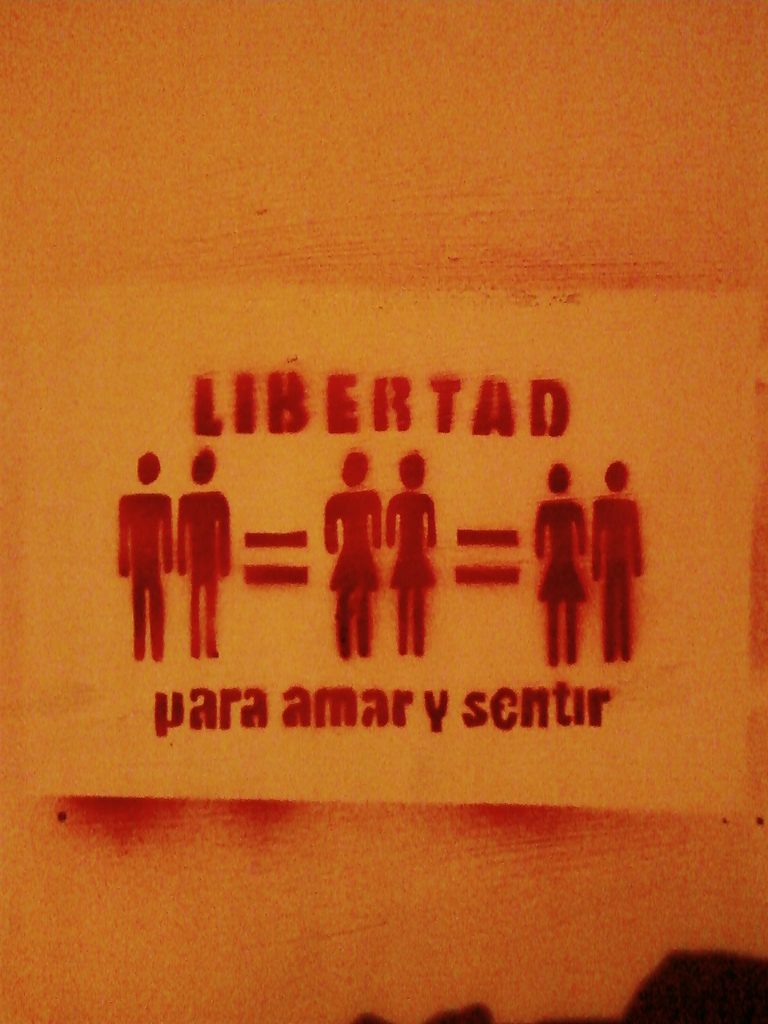
Grafiti reivindicativo en Málaga

En las elecciones del 96 los socialistas perdieron y el poder recayó, por primera vez desde 1934, en un partido de derecha democrática. Durante los ocho años de gobierno de José María Aznar, el Partido Popular rechazó las diferentes proposiciones de ley realizadas por la oposición para legalizar el matrimonio entre personas del mismo sexo.
El primer político que dio a conocer públicamente su homosexualidad fue Miquel Iceta, diputado del PSC, durante las elecciones de 1999, seguido en 2000 por el exministro socialista de Educación Jerónimo Saavedra, que sale del armario en el prólogo del libro Outing en España de Fernando Bruquetas. Más tarde lo haría José María Mendiluce, candidato de Los Verdes al ayuntamiento de Madrid en enero de 2003, durante la campaña electoral.
No se efectuó ninguna regularización a nivel nacional de la situación de convivencia de las parejas homosexuales, aunque algunas comunidades autónomas llegaron a regular la situación de las parejas de hecho (incluidas las del mismo sexo) para que éstas pudieran disponer de unas mínimas prestaciones legales. El 30 de junio de 1998 se aprueba en Cataluña la primera Ley de Parejas que permite las parejas homosexuales, a la que seguirán la de Valencia, el 1 de diciembre de 2001 la de Madrid, el 2 de enero de 2002 la de Baleares, en mayo de ese año la de Asturias y en diciembre la de Andalucía; seguirán en 2003 Extremadura, País Vasco y Aragón.
A pesar de que la legalización de la homosexualidad se había producido dos décadas antes, a finales de los 90 la policía todavía conservaba las fichas policiales de los homosexuales que habían sido fichados en época franquista o durante la transición. No fue hasta el año 2001 que el parlamento emitió una ley para borrar esas fichas policiales.
Bajo el mandato de Aznar nació la revista Zero, dirigida al público homosexual. La revista se convirtió en un punto de referencia de la vida gay y en sus páginas salieron del armario públicamente por primera vez un militar de graduación, el teniente coronel Sánchez Silva, un guardia civil y un sacerdote; también salieron del armario en sus páginas importantes personajes públicos como José María Mendiluce, Jesús Vázquez, Eusebio Poncela, Rafael Amargo, Jorge Cadaval, humorista de Los Morancos, Nacho Duato, aunque nunca ocultó su homosexualidad, o Arturo Tejerina. En su portada han aparecido entrevistas con políticos como José Luis Rodríguez Zapatero, Gaspar Llamazares y Alberto Ruiz-Gallardón.
En el campo de las asociaciones, la Fundación Triángulo se escinde en 1996 del COGAM, y desde ese año organiza el festival internacional de cine LGBT LesGaiCineMad. En mayo de ese mismo año se crea la asociación De Par en Par en Extremadura, la última comunidad autónoma en tener asociación propia. En 2000 se crea Towanda, la primera asociación estable de Aragón, tras la desaparición del colectivo Acción, y organiza a partir de 2005 la muestra de cine LGBTI Zinentiendo. En los años siguientes, ya en el siglo XXI, surgen nuevas asociaciones especializadas como Kifkif (de personas LGTBI migrantes y refugiadas), No Binaries España, No Es Terapia (contra las terapias de conversión) o la Fundación Eddy (para jóvenes en riesgo de exclusión social).

## ElsigloXXI

### Gobiernos de José Luis Rodríguez Zapatero

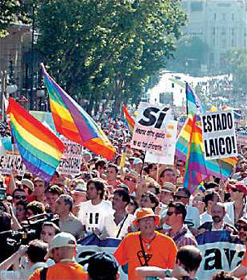
Marcha celebrando el día del Orgullo LGBTI y la legalización del matrimonio igualitario.

En el 2004 se celebraron elecciones generales en España, en las que la derecha perdió el poder y este quedó en manos del centro-izquierda, liderado por José Luis Rodríguez Zapatero. Entre otras medidas sociales, se habían comprometido a legalizar el matrimonio igualitario en España.
Por tanto, y cumpliendo con el programa electoral, durante la legislatura se legalizó el matrimonio entre personas del mismo sexo el 2 de julio de 2005, con el apoyo mayoritario del Congreso de los Diputados por 187 votos a favor (PSOE, PNV, ERC, CC, IU, Grupo Mixto, dos diputados de CiU y una diputada del PP), 147 en contra (PP y Unió Democràtica de Catalunya) y 4 abstenciones. La ley implicó también la igualdad de opciones con el matrimonio igualitario a la hora de optar a la adopción. En el año de su aprobación, la medida contaba con el respaldo de un 66% de la población según una encuesta del CIS. El Partido Popular presentó un recurso a la ley ante el Tribunal Constitucional, que fue desestimado el 6 de noviembre de 2012, en una votación de su pleno que tuvo un resultado de 8 votos avalando la ley y 3 en contra. Fuera del ámbito parlamentario, contó con el rechazo de la Iglesia católica y de organizaciones afines, como el Foro Español de la Familia.
Durante el primer año de vigencia de la ley, unas 4500 parejas homosexuales contrajeron matrimonio. En febrero de 2007, casi dos años después de la aprobación del matrimonio entre personas del mismo sexo y la posibilidad de adopción conjunta, el Foro Español de la Familia llevó al Congreso una iniciativa legislativa popular apoyada por el Partido Popular y Unió Democràtica de Catalunya para que el matrimonio se considerase únicamente la unión entre un hombre y una mujer, lo que derogaría el matrimonio igualitario. La iniciativa fue rechazada tras el voto en contra de todos los demás partidos. El año siguiente, unas declaraciones de la reina Sofía en contra del matrimonio entre personas del mismo género despertaron controversia.
En el año 2007, fue aprobada la primera Ley de identidad de género en España, que permitía a las personas transgénero cambiar su nombre y sexo legal sin necesidad de someterse a operaciones, si bien exigía un diagnóstico de disforia de género y haber recibido tratamiento hormonal durante dos años. Su aprobación sufrió numerosos retrasos, y llevó a la coordinadora de personas transgénero del PSOE, Carla Antonelli, a amenazar con una huelga de hambre con el apoyo de otros colectivos estatales si no se aceleraba su tramitación para estar registrada antes del final de la legislatura. La ley permitía también la filiación a parejas de mujeres que tuvieran hijos nacidos mediante fecundación in vitro. Esta forma de reproducción asistida estaba disponible en la cartera de servicios públicos desde el año 2006, pero en 2014 el Gobierno de Mariano Rajoy la retiró, siendo restituida y ampliada a las personas trans con capacidad gestante en 2021.
En octubre de 2006 se inauguró en Sitges el primer monumento dedicado al colectivo homosexual de España, un triángulo rosa invertido colocado en el malecón. El 16 de mayo de 2009 se inauguró en Durango el primer monumento dedicado a recordar la persecución de los homosexuales durante el franquismo. El 20 de marzo de 2011 se inauguró en Barcelona un monumento conmemorativo «en memoria de los gais, las lesbianas y las personas transexuales que han sufrido persecución y represión a lo largo de la historia», situado en el parque de la Ciudadela tras la polémica surgida cuando se filtró que el ayuntamiento planeaba colocarlo frente a la Sagrada Familia.

### Gobiernos de Mariano Rajoy
Durante el Primer y Segundo Gobierno de Mariano Rajoy (2011-2018) no se producen hechos legislativos reseñables a nivel estatal, más allá de la ya mencionada declaración de constitucionalidad de la ley de matrimonio entre personas del mismo género y la restricción de la fecundación para parejas de mujeres. La boda del vicesecretario del Partido Popular Javier Maroto con otro hombre, oficiada en el año 2015, gozó de especial atención mediática debido a la asistencia de miembros de la cúpula del partido y el propio Rajoy, quien con anterioridad había realizado distintas declaraciones contra el matrimonio igualitario y considerado derogarlo. Desde la aprobación de la Ley de identidad de género en 2007, se inició en España una campaña internacional por la despatologización de las personas transgénero, que en 2011 alcanzó la adhesión de 70 ciudades y más de 250 organizaciones de todo el mundo. Finalmente, en 2018 la OMS sacó de forma definitiva la transexualidad de su lista de enfermedades mentales. En este periodo se aprueban las primeras leyes autonómicas LGTBI y trans en el País Vasco, Andalucía, Galicia, Extremadura, Madrid, Murcia, Baleares y Aragón.

### Gobiernos de Pedro Sánchez

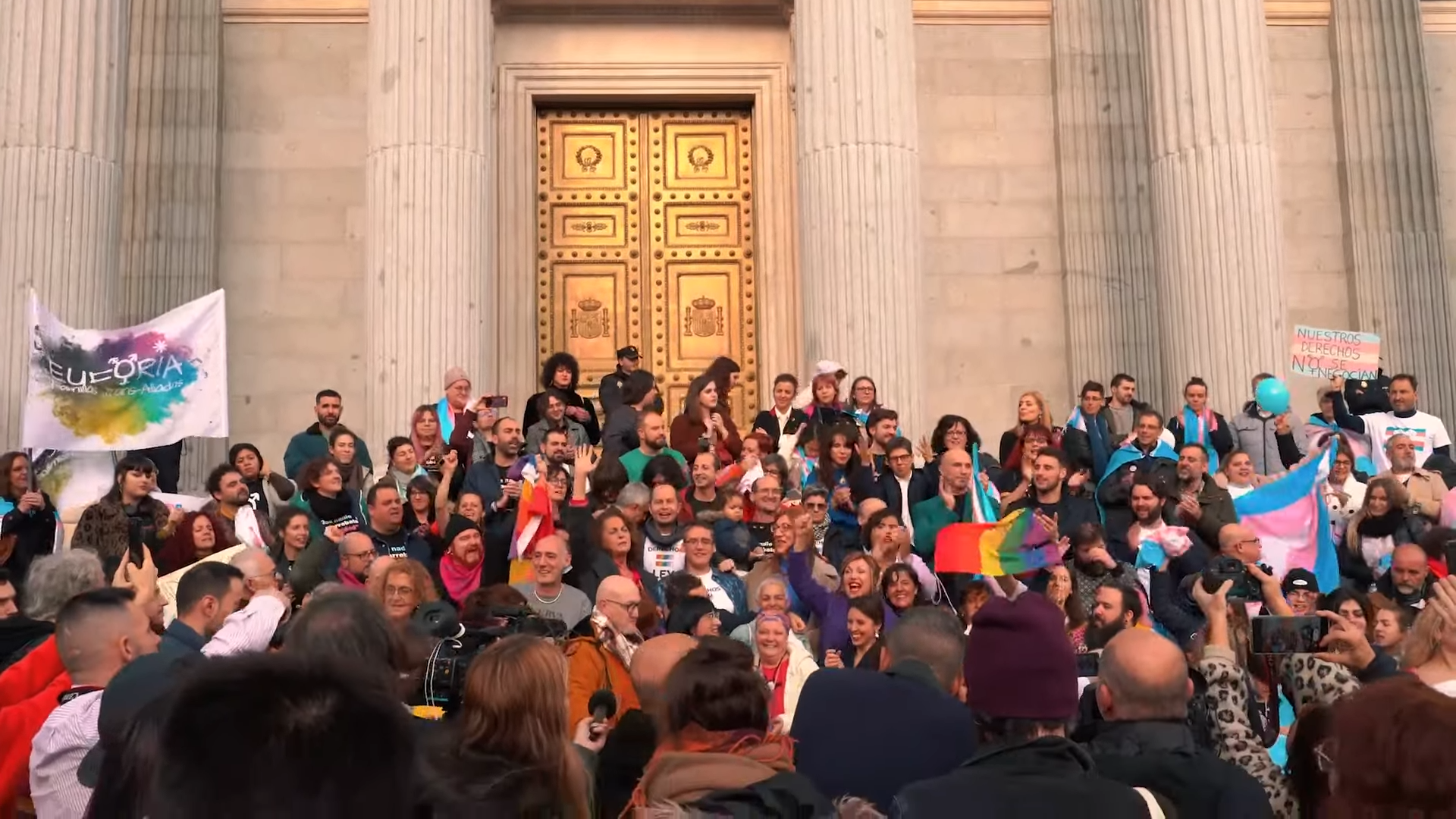
Activistas celebran a la entrada del Congreso de los Diputados la aprobación de la Ley trans y de derechos LGTBI, que hace efectiva la despatologización de las personas trans.

Tras un Primer Gobierno de corta duración, el Segundo Gobierno de Pedro Sánchez verá la aprobación de las primeras leyes estatales de derechos LGTB+ desde el año 2007. El nuevo Gobierno de coalición entre el PSOE y Unidas Podemos se comprometió a aprobar una ley LGTBI y una ley trans que recogieran las principales demandas de los colectivos. Tras la publicación del primer borrador de la ley trans por parte del Ministerio de Igualdad dirigido por Irene Montero, se produjeron una serie de controversias relativas a los trámites de autodeterminación de género, en particular debido a la oposición a la misma por parte de grupos feministas transexcluyentes y algunos sectores del PSOE. Finalmente, ambos socios de Gobierno acordaron presentar una única ley para la igualdad de las personas trans y la garantía de los derechos de las personas LGTBI, que fue aprobada en febrero de 2023.
La ley reconoce el derecho al cambio de sexo registral a partir de los 16 años sin necesidad de informes médicos ni tratamiento hormonal, haciendo efectiva por tanto la despatologización de las personas trans, una demanda central de los colectivos LGTBI. España se convirtió con ello en el noveno país del mundo en reconocer este derecho. La ley prohíbe también las "terapias de conversión" y la mutilación genital de las personas intersexuales en todo el territorio español, y permite la filiación de hijos de parejas de mujeres aunque estas no estén casadas, además de recuperar el derecho a la reproducción asistida para estas parejas y cualquier persona con capacidad de gestar. La norma final no incluye el reconocimiento de las personas no binarias, que se había considerado en la fase de enmiendas y los colectivos habían demandado. La norma fue elogiada por relatores de la ONU, y contó con el rechazo del PP y Vox, el primero de los cuales presentó un recurso de inconstitucionalidad ante el Tribunal Constitucional.
En julio de 2021 se produjo el asesinato de Samuel Luiz, un joven gay de 24 años, en la ciudad de La Coruña. El suceso generó indignación a nivel estatal y se produjeron más de un centenar de manifestaciones en lugares de toda España, que recibieron atención internacional. En 2022 se aprobó la conocida como "Ley Zerolo" para la igualdad de trato y no discriminación, y en 2023 se puso en marcha el 028, el primer teléfono de atención permanente para las víctimas de LGTBIfobia.

## LGBTfobia

Respuesta "en mi opinión, la discriminación por orientación sexual está muy o bastante extendida en el país" (2008).
61% - 100%
51% - 60%
41% - 50%
31% - 40%
0% - 30%

En España, a pesar de ser uno de los países con legislación y sociedad más progresista del mundo, continúa habiendo homofobia, transfobia, lesbofobia, bifobia y discriminación a las personas LGTBI+ en la sociedad. En el estudio sobre la violencia homofóbica en Cataluña realizado por el Front d'Alliberament Gai de Catalunya (FAGC) se mencionan, en el curso 2005-2006, unas 283 denuncias, lo que representa un aumento del 5% respecto al año anterior. El FAGC considera que este aumento es debido a la polémica creada por la aprobación de la nueva ley de matrimonios. Una encuesta de COGAM realizada a más de 800 personas LGBTI muestra que se ha producido un aumento de los ataques contra el colectivo en 2007 y 2008. La socióloga encargada del trabajo, Lola Martín Romero, argumenta que es debido a la mayor visibilidad del colectivo. Según un estudio del ministerio de sanidad del gobierno español de 2010, hay todavía un 15% de personas en España que opinan que la homosexualidad es «una enfermedad», porcentaje es menor en mujeres y mayor en hombres, en quienes alcanza un 18%, siendo más frecuente entre los hombres mayores de 55 años. Por otro lado, según el estudio, hay además un 17% de mujeres y un 23% de hombres en España que están «poco o nada de acuerdo» con que la homosexualidad sea «respetable».
Los casos de homicidio, como el que ocurrió el 3 de marzo de 2006 en Cornellá, cuando un joven de 27 años fue apuñalado hasta la muerte en una zona de cruising. Casos de agresiones físicas y verbales se han visto de manera recurrente. El mayor número de agresiones se da en Madrid, un 31% del total según el estudio de COGAM (2008), siendo la explicación de nuevo la mayor visibilidad del colectivo en comparación con otras zonas del país. El estudio también muestra que el 49% de las agresiones se realizó en la calle, aunque un 37% de los encuestados afirmaba conocer a los agresores. El estudio anual del Observatorio Contra la Homofobia muestra un aumento de las discriminaciones y agresiones en Cataluña en el periodo 2009-2010 del 7% y en 2010-2011 del 4,5%.
La homofobia hacia homosexuales extranjeros también se observa, en cuyo caso se junta con la xenofobia y el racismo y contra los transexuales, llamada transfobia. También especialmente en las aulas, por el peligro de suicidio que conlleva. En un estudio realizado por la federación COLEGAS entre 30.000 estudiantes andaluces de ESO y Universidad, el «81% consideran que si un integrante de su clase se definiera en público como gay, lesbiana, bisexual o transexual, sería discriminado». El estudio de COGAM (2008) muestra que en el 31% de los agresores era un compañero de clase.
La homofobia continúa también en diversos sectores profesionales, como la judicatura o la medicina, En el mundo judicial, se han llevado a cabo diversas sentencias discriminatorias hacia los homosexuales. El estudio de COGAM (2008) muestra que existe una gran desconfianza en el colectivo LGBTI hacia la policía. Un 89% de las víctimas no denunció la agresión porque «La Policía no se lo tomaría en serio»; del 11% que sí que realizó la denuncia, el 50% cree que su denuncia efectivamente no fue tomada en serio.
Las asociaciones de gais y lesbianas consideran que la homofobia se está promocionando desde la política y la religión, Por ejemplo, el en su momento Presidente de la Junta de Galicia, Manuel Fraga, reprochó a los homosexuales el estar orgullosos de «funcionar al revés», matizando que «si nacen así, pues qué se le va a hacer», y calificó la nueva ley de matrimonios homosexuales como «asquerosa». También han producido polémicas en las declaraciones de Duran Lleida, en el Congreso de los Diputados, defendiendo la terapia de reorientación sexual. Grupos religiosos protestantes y católicos han comenzado a ofrecer cursos para «curar la homosexualidad» importados desde Estados Unidos, donde son muy polémicos. Los obispos de Andalucía y el arzobispo de Asturias han pedido en las elecciones autonómicas de 2012 en esas comunidades autónomas que se vote a partidos que se oponen al matrimonio igualitario.
En cuanto a los medios de comunicación, la FAGC denuncia casos de homofobia en el diario La Razón o de la página web HazteOir.org.
Aparte de estos casos más llamativos de homofobia, existe lo que se ha dado en llamar popularmente homofobia liberal. Este tipo de homofobia, prevaleciente en la sociedad española desde la década de 1980 y heredera de la homofobia de la izquierda del siglo XX, se caracteriza por el «sí, pero...»: se tolera benevolentemente la homosexualidad, a condición del silencio de la condición homosexual, de la asimilación y de la aceptación de la «normalidad» del modelo heterocentrista, «por su propio bien». Se critica la pluma por su visibilidad, cualquier marca de subcultura o estética gay y, por supuesto, las manifestaciones en la calle. Cualquier transgresión es rechazada como «victimista», «conciencia de gueto», «activista» o «proselitista».

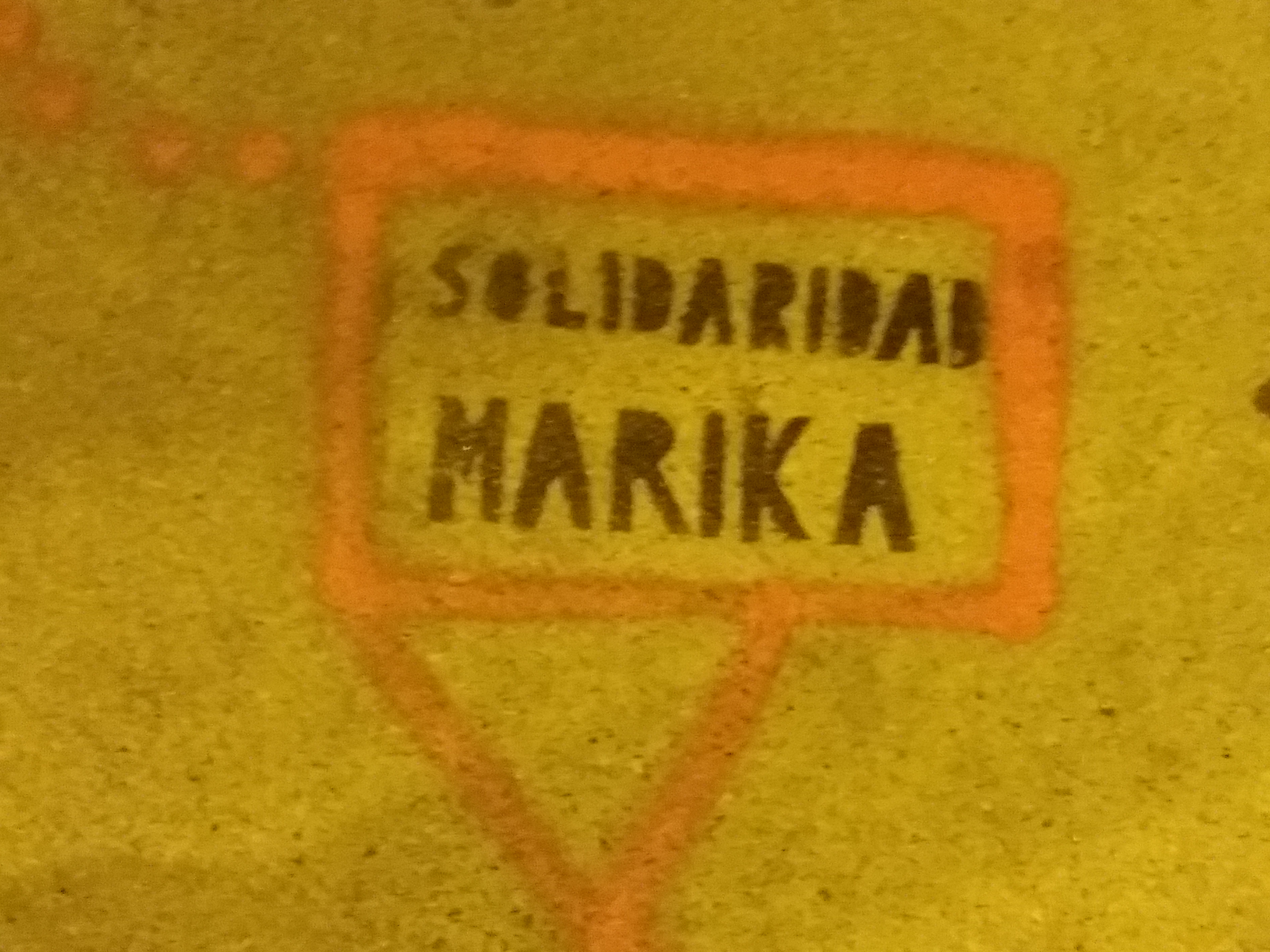
Grafiti anarco-LGBTI en el barrio de Lavapiés, Madrid.

Se está trabajando para eliminar la homofobia desde diversos frentes. Las asociaciones de homosexuales, por ejemplo, organizan besadas y manifestaciones públicas para denunciar la discriminación. Otro ejemplo es el proyecto de ley contra la homofobia que aprobó el pasado día 2 de octubre de 2014 la Generalidad de Cataluña, el primero y único a nivel nacional y global, considerándose así, una ley pionera en el mundo que penaliza las conductas homófobas (incluyendo los insultos) tanto en el ámbito educativo, político, deportivo, medios de comunicación y sociedad, ya sea de carácter público o privado. Esta ley lo que busca principalmente es frenar el acoso o bullying que sufren los homosexuales de edades de entre 11 y 17 años en el colegio, concretamente en la etapa de la adolescencia, que es donde se detectan más agresiones y a la vez suicidios; cabe destacar que la tasa de suicidio entre jóvenes homosexuales es mayor a la de los heterosexuales. Es también uno de los objetivos de la nueva asignatura Educación para la Ciudadanía que se quiere introducir en la educación básica. La asignatura ha sido fuertemente criticada desde los mismos sectores que las asociaciones LGBTI consideran homofóbicos. El 31 de enero de 2011, el ministro de educación, José Ignacio Wert, anunció que la asignatura sería sustituida por otra llamada Educación Cívica Constitucional, que según el ministro estará «libre de cuestiones controvertidas» y «no será susceptible de adoctrinamiento ideológico».
Tras la creación del nuevo partido político de Vox en el 2013, encabezado por su líder Santiago Abascal, considerado de conservador, ultraderecha y de ser muy fieles al catolicismo, los discursos de cada uno de los integrantes quienes conforman dicho partido han provocado controversias contra el colectivo LGBTI, considerados como homofóbicos. Sobre todo, dando a conocer que no están de acuerdo con el matrimonio igualitario y que si llegarían al poder estarían dispuestos a derogar la ley que garantiza al matrimonio entre personas del mismo sexo. Aunque lo único que si estarían de acuerdo es que la unión civil sea legal. También de prohibir que las calles y los edificios patrimoniales nacionales, sean adornados con la bandera de la diversidad. Al parecer la influencia de dicho partido político, ha generado que el odio y la violencia hacia personas homosexuales se incremente en distintas ciudades españolas. Lo que ha llegado a preocupar al partido gobernante del PSOE, gobernada por el actual presidente Pedro Sánchez, para reforzar aún más las medidas legales que castiga toda forma de discriminación, entre ellas la homofóbica y de seguir combatiendo a través de la educación.
El número de agresiones homófobas desde la creación de dicho Partido y todo lo que conlleva su ideología (racismo y xenofobia). Entre 2013 y 2019, aumentaron un 45%, según los datos que recoge el Portal Estadístico de Criminalidad del Ministerio de Interior. Aunque se supone que el número de agresiones es mayor pues según la FELGBTI+, solo una de cada diez agresiones homófobas se denuncia
Los datos estadísticos computados de 2021 subieron un 67,63% con respecto a 2019 con lo que seguía la tendencia de los años precedentes y se confirmaba la tendencia alcista sólo interrumpida por la pandemia. Las Comunidades Autónomas donde se registraron el mayor número de agresiones fueron Cataluña y la Comunidad de Madrid.

## Cultura LGBTI

### Cine

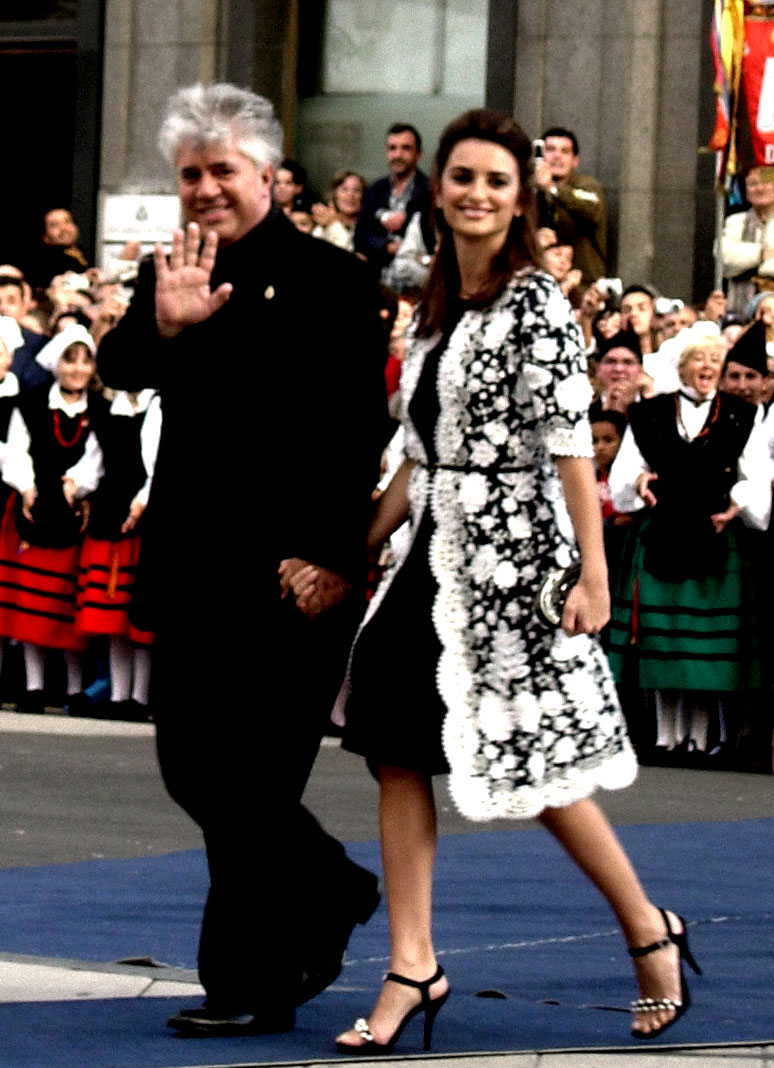
Pedro Almodóvar y Penélope Cruz en la entrega del Premio Príncipe de Asturias de las Artes.

Los inicios de la homosexualidad en el cine español fueron difíciles debido a la censura franquista. La primera película que muestra la homosexualidad, si bien de forma muy velada, fue Diferente, un musical de 1961. Hasta finales de los años 70, la diversidad sexual aparecía ridiculizada con el arquetipo del "mariquita" gracioso, siendo No desearás al vecino del quinto (1970) uno de los más claros exponentes.
En la Transición se estrenan numerosas películas en las que la diversidad sexual y de género se representa de formas variadas y no estigmatizantes. A este momento pertenece el cine de Eloy de la Iglesia, con personajes como el homosexual de clase alta de Los placeres ocultos (1977) o el político en el armario de El diputado (1978). También de 1977 es A un dios desconocido, que narra la historia de un protagonista homosexual cincuentón con el trasfondo de la guerra civil española. En estos años se producen representaciones de diferentes realidades homosexuales, como las de Gay Club (1980) o La muerte de Mikel (1984). En muchas de las películas de este periodo la homosexualidad está en el centro de la trama y los homosexuales son mostrados como personajes vulnerables, en conflicto consigo mismos y la sociedad.
En este periodo aparecen también películas sobre realidades travesti como Un hombre llamado Flor de Otoño (1978) o, de forma destacada, Ocaña, retrat intermitent (1978) de Ventura Pons, que hacían un retrato de la disidencia sexual de género más vinculada a la contracultura. En este sentido se produjo también un cine combativo de carácter underground con cineastas como Els 5 QK's o Celestino Coronado. En este periodo se estrena también Vestida de azul (1983), el primer documental sobre personas transgénero y travesti en España. En los años 70 se produce también un gran número de representaciones de lesbianas en películas de serie B, especialmente vinculadas al fantaterror. Esta, no obstante, encasillaba a estos personajes en roles como la «lesbiana perversa» o la «vampiresa», y no estaba dirigida a un público femenino o LGBTI sino a despertar erotismo entre hombres heterosexuales.
Hacia finales de los años ochenta la homosexualidad como problema deja de ser necesariamente el centro de la trama, y surgen formas de representación más complejas. Esta corriente comienza con La ley del deseo (1987) de Pedro Almodóvar y continúa con películas como Tras el cristal (1986) de Agustín Villaronga, Las cosas del querer (1989) y Las cosas del querer 2 (1995) de Jaime Chávarri. A finales de la década de los noventa y principios de los 2000 aparecen películas de éxito comercial como Perdona bonita, pero Lucas me quería a mí (1997), Segunda piel (1999), Km. 0 (2000), A mi madre le gustan las mujeres (2002) o Cachorro (2004), y representaciones de la bisexualidad como Sobreviviré (1999). En Krámpack (2000) se abordaba el tema del descubrimiento de la orientación sexual mediante la experimentación y las primeras relaciones de dos adolescentes. Tras la aprobación del matrimonio igualitario y la aparición de una nueva cultura LGTBI mainstream en las grandes ciudades se ruedan comedias con vocación de normalización como Reinas (2005), Chuecatown (2008) o Fuera de carta (2008). En 2009 se estrenó Ander, de Roberto Castón, que trataba la homosexualidad masculina en el ámbito rural y fue la primera película de temática LGBTI filmada en euskera.
El director con mayor proyección en las últimas décadas del siglo XX e inicios del XXI es Pedro Almodóvar. La obra del director cuenta con personajes transgénero que gozaron de impacto significativo como el de Tina en La ley del deseo o, de forma destacada, La Agrado en Todo sobre mi madre (1999), así como algunos bisexuales. La homosexualidad, por su parte, es un aspecto central en la propia La ley del deseo, La mala educación (2004) y Dolor y gloria (2020), aunque tanto la homosexualidad como la transgresión de género están presentes en gran parte de su cine. Junto con Almodóvar, Ventura Pons y Eloy de la Iglesia son los dos directores que más extensamente han representado la homosexualidad en el cine español.
En la década de los 2010 aumenta la diversidad de las representaciones. 80 egunean (2010), rodada en euskera, relata la historia de amor de dos mujeres mayores.Carmen y Lola (2018) muestra una historia de amor entre mujeres gitanas, y Elisa y Marcela (2019) recrea la historia del primer matrimonio igualitario en España. Te estoy amando locamente (2023) se sitúa en la misma línea de recuperación de memoria, mostrando el nacimiento del movimiento de liberación gay en Andalucía, y ¡Dolores guapa! (2021) retrata el vínculo de las personas LGTBI con la religiosidad católica en Sevilla. 20.000 especies de abejas (2023), que trata sobre la infancia de una niña trans y la exploración de la feminidad, estuvo nominada al Oso de Oro en el Festival de Berlín.
Los dos festivales de cine más grandes son el LesGaiCineMad de Madrid y el Festival internacional de cinema gai i lèsbic de Barcelona (FICGLB), pero existen otros como el Festival del Mar en las islas Baleares, el Festival del Sol en las islas Canarias, Zinegoak de Bilbao, LesGaiFestiVal en Valencia, AndaLesGaiFestival en Sevilla o Zinentiendo en Zaragoza.

### Televisión
Hasta la década de los setenta la homosexualidad en la televisión en España estuvo ausente, tanto en tramas de ficción como en cuanto a figuras públicas visibles. Iniciada la Transición, figuras como Rafael Conde "El Titi" alcanzan popularidad y actúan en diferentes programas, y comienza a haber entrevistas con testimonios de personas LGBT+ en tertulias y programas de debate. No obstante, también se produjeron episodios de censura, como fue el caso del programa La clave, que tuvo vetado hablar sobre homosexualidad hasta 1983. Otro hito importante para los cánones morales de la época fue un reportaje sobre el día del orgullo LGBTI emitido en el espacio Informe semanal en 1981. En el terreno de la ficción televisiva comenzaron a aparecer personajes homosexuales, pero con frecuencia como objeto de burla o alivio cómico. Algunos ejemplos son personajes secundarios amanerados de Historias para no dormir (1967),el Tenorio interpretado por Pedro Osinaga en la parodia Don Juan de Antonio Mercero (1974), las comedias de Andrés Pajares o los chistes de Arévalo.
En la década de los ochenta va cambiando la perspectiva. Los personajes que aparecen son, en ocasiones, individuos atormentados y depresivos por su condición. Si bien hubo un precursor en Jaime Chávarri en el enfoque que le da al personaje de Oscar Wilde en el episodio El retrato de Dorian Gray en la serie Los libros, emitida el 28 de diciembre de 1977, la primera en ofrecer ese tratamiento fue la guionista Ana Diosdado en el episodio A pescar y a ver al duque de la serie Anillos de oro (1983), que muestra a un joven (Tony Isbert), dominado por su madre (Margot Cottens) y casado con Rosalía Dans para acallar las presiones sociales. Tres años después la misma autora, escribía la primera serie en España en la que aparecía un homosexual como personaje fijo. Fue Segunda enseñanza y al personaje le daba vida Javier Escrivá. En esa misma serie, Aitana Sánchez-Gijón interpreta a una adolescente secretamente enamorada de su profesora Ana Marzoa. Otro hito fue el primer beso entre dos hombres emitido en una ficción televisiva española, que apareció en la serie La huella del crimen (1985) y protagonizado por Juan Echanove. Ya en los 90 se rodó Tío Willy con Andrés Pajares, serie que Alberto Mira considera como un intento deshonesto de representar la homosexualidad a la medida del espectador heterosexual, un estereotipo cómodo y artificial para el espectador medio.

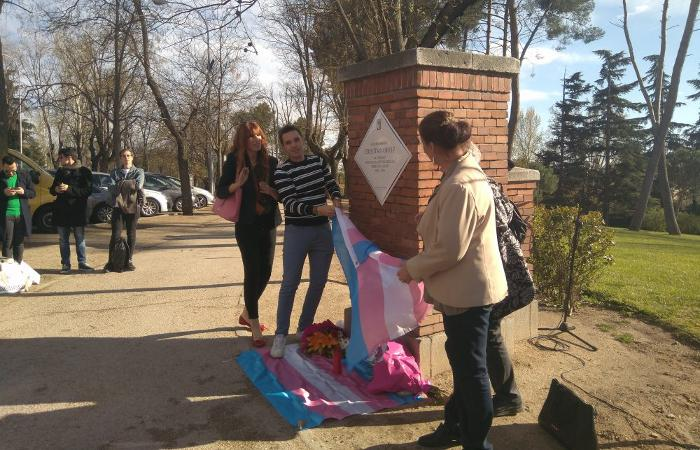
Placa en homenaje a Cristina Ortiz "La Veneno" instalada en el Parque del Oeste de Madrid

Con el final del siglo XX comenzaron a proliferar las series nacionales de televisión que incluyen a personajes LGBTI. Estos personajes en general se caracterizan por intentar romper con los estereotipos tradicionales de los homosexuales y tratan problemas de actualidad LGBTI, como el matrimonio o la adopción homosexual, entre otros. Fue pionera la serie Más que amigos, con el personaje de Bea (Leire Berrocal), una lesbiana que asume con naturalidad su condición. Mención especial debe hacerse a la también famosa Al salir de clase, una serie juvenil, que en la temporada 1999-2000 introdujo una relación homosexual entre una pareja de adolescentes de una manera completamente normal, así como un personaje de una joven bisexual. Cristina Ortiz "La Veneno" y Carmen de Mairena son dos figuras transgénero que alcanzarían gran popularidad por sus apariciones en televisión en la década de los noventa.
Es posible que el punto de inflexión respecto a la normalización televisiva fuera Siete Vidas (1999-2006), la serie más duradera de la televisión española, con el personaje protagonista Diana Freire (una actriz lesbiana interpretada por Anabel Alonso). Su exitoso spin off, Aída, introdujo como uno de los personajes principales a un adolescente homosexual (Fidel Martínez), que curiosamente representa de manera exagerada algunos de los estereotipos gais más recalcitrantes. Según Eduardo Casanova, el actor que interpreta a Fidel y que tenía tan sólo 15 años cuando comenzó a interpretar el personaje, el objetivo de esto es conseguir que los homosexuales se reconozcan como tales y comprendan que la libertad sexual debe iniciarse cuanto antes. Continuaron la estela de Siete Vidas otras series de máxima audiencia como Aquí no hay quien viva, Hospital Central, Los Serrano y Física o Química incluyendo a homosexuales entre sus personajes protagonistas.
En los años 2000 se emiten en España diferentes series extranjeras de éxito cuyos protagonistas son homosexuales, tales como Soap o Dinastía. Más adelante se emitieron otras series específicamente LGTBI como Queer as Folk oThe L Word, y más series mainstream con personajes principales homosexuales como Buffy la cazavampiros, A dos metros bajo tierra o Will & Grace. En 2009 la cadena de ámbito nacional Factoría de Ficción estrenó una sitcom centrada por primera vez en la vida de un grupo de personajes homosexuales, titulada Sexo en Chueca. Dos años más tarde Vida loca, una serie protagonizada por un matrimonio gay, era emitida por primera vez en horario de prime time. En esta época presentadores de programas de entretenimiento como Jesús Vázquez, Jorge Javier Vázquez, Sandra Barneda o Boris Izaguirre hicieron pública su homosexualidad sin tapujos, y sin detrimento para los niveles de audiencia de sus respectivos programas. Más adelante harían lo propio presentadores de informativos como Marc Sala, María Casado, Oriol Nolis o Lluís Guilera. 
En la década de 2010 se va normalizando el tratamiento de los personajes LGTB, que forman parte de las tramas de ficción, sin que su orientación sexual determine necesariamente el devenir o el comportamiento del personaje, como sucedía por ejemplo en El ministerio del tiempo (2015). Con el auge de las plataformas de streaming, se crean multitud de series con personajes LGTBI, como Skam España, Élite, Tú no eres especial, Maricón perdido, Merlí o Las de la última fila. En 2020 se estrenó Veneno, una serie biográfica sobre la vida de Cristina Ortiz "La Veneno", que tuvo un gran impacto por su retrato de las realidades trans en los años noventa y dosmil. En 2021 se estrenó Drag Race España, un concurso que dio una nueva popularidad a la escena drag en España.

### Internet
Internet ha permitido abrir nuevas formas de difusión de la realidad homosexual en España, ya sea mediante portales web y blogs dedicados a la información LGTBI, como a otras iniciativas.
Cabe destacar la realización de la primera miniserie de ficción abiertamente gay en España, Lo que surja (o LQS), una miniserie realizada por la asociación cultural Singermorning y cuyo primer episodio fue colgado en la web en octubre de 2006. Más tarde esta iniciativa pionera se vería seguida por una afloración de productos similares, en los que también destaca la serie de temática lésbica Chica busca chica. Ambas series han sido galardonadas en el festival de cine gay y lésbico LesGaiCineMad 2007 con el Premio LesGai a la Televisión.
En la década de los 2010 aparecen distintos youtubers e influencers que visibilizan realidades LGTBI. Algunos de los más populares fueron Dulceida, YellowMellow, Jedet, Tigrillo o Samantha Hudson.

### Literatura

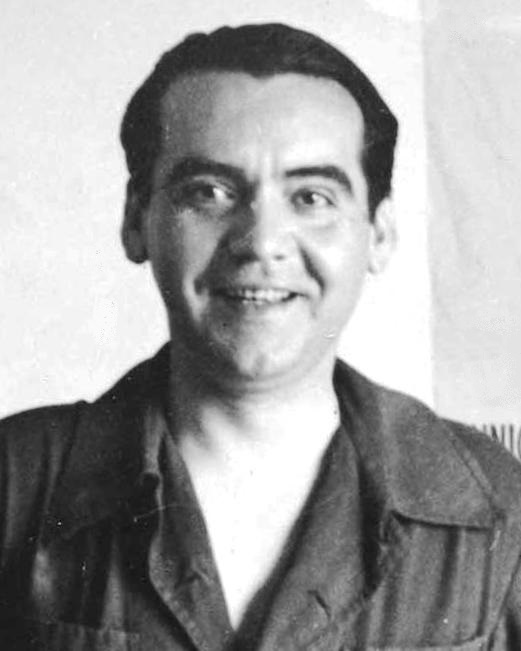
Federico García Lorca en 1932.

La aparición de una literatura LGTBI, esto es, una literatura que trata explícita y principalmente sobre personajes y asuntos de las personas LGTBI, está ligada a la progresiva aceptación social de estas realidades en España. La gran eclosión de autores, publicaciones, librerías, editoriales y premios tuvo lugar en la década de 1990.
A principios del siglo XX, los autores españoles homosexuales (Jacinto Benavente, Pedro de Répide, Antonio de Hoyos y Vinent, etc.) debían elegir entre ignorar el tema de la homosexualidad o representarlo de forma negativa. Otros se refugiaron en la poesía, como los pertenecientes a la Generación del 27, entre cuyos miembros homosexuales o bisexuales de la Generación del 27 forman una larga lista estaban Federico García Lorca, Emilio Prados, Luis Cernuda, Vicente Aleixandre y Manuel Altolaguirre. En el ámbito de la literatura lésbica destaca Zezé de Ángeles Vicente, así como obras de Lucía Sánchez Saornil (que publicó bajo seudónimo masculino) o Elena Fortún (que permanecerían inéditas hasta el siglo XXI).
Tras la Guerra Civil, la cultura gay se retiró de nuevo a la poesía oscura de Vicente Aleixandre, que nunca admitió su homosexualidad públicamente. Otros poetas gais de la época son Francisco Brines, Juan Gil-Albert y Jaime Gil de Biedma, y muchos autores cordobeses del grupo Cántico.
De entre los autores cuyo éxito se sitúa a finales de la Dictadura y en la Transición, hay que mencionar a Juan Goytisolo, Luis Antonio de Villena, Antonio Gala, Vicente Molina Foix y Terenci Moix. Otros nombres importantes fueron Álvaro Pombo, Antonio Roig, José Luis García Martín, Leopoldo Alas Mínguez, Leopoldo María Panero, Vicente García Cervera, Carlos Sanrune, Jaume Cela, Eduardo Mendicutti, Alberto Cardín, Mariano García Torres, Agustín Gómez Arcos y Juan Antonio González Iglesias. En la literatura en catalán destacaron Terenci Moix, Biel Mesquida, Lluís Maria Todó y el mallorquín Blai Bonet. Eduardo Mendicutti fue el autor de una obra de carácter irónico y humorístico, y fue el primero en tratar la subcultura leather.Cristina Peri Rossi, uruguaya pero afincada en España, fue autora de una obra poética de carácter político, erótico y abiertamente lésbico, y recibió el Premio Cervantes en 2021.
La normalización de la homosexualidad en la sociedad española en los inicios del siglo XXI también se manifestó en el mundo editorial. Los autores gais publicaron sus obras en editoriales no especializadas, como sucedió con Luisgé Martín (La muerte de Tadzio, Alfaguara) u Óscar Esquivias (Pampanitos verdes, Ediciones del Viento). Esta normalización afectó también a la literatura infantil y juvenil. En 2010 el Ministerio de Igualdad premió la obra La princesa Ana de la autora Luisa Guerrero, que fue el primer cuento infantil con protagonistas lesbianas escrito en lengua castellana y más adelante fue adaptado al teatro.
En las primeras décadas del siglo XXI cobra protagonismo la literatura trans, queer y de personas no binarias, con autores como Paul B. Preciado, Alana S. Portero, Roberta Marrero o Ángelo Néstore, y la influencia de autores latinoamericanos como Pedro Lemebel o Camila Sosa Villada. Destacan también autores de éxito comercial cuyo trabajo ha sido adaptado al medio audiovisual, como Guillem Clua (Premio Nacional de Literatura Dramática) o Nando López. En el ámbito de la poesía aparecen autores como J. Ricart e Iñaki Echarte, y más adelante Sara Torres o Pol Guasch.
En 1993 y 1994 abrieron las dos primeras librerías especializadas en literatura LGTB en España, Berkana (Madrid) y Cómplices (Barcelona). Más adelante abrirían otras como Antinous, Acció Perifèrica o Mary Read. En el campo editorial también surgieron varias editoriales especializadas: Egales (creada en 1995), Odisea (1999), Stonewall (2011) y Dos Bigotes (2014). La editorial Odisea entregó de 1999 a 2013 el Premio Odisea a libros de temática LGTBI en lengua castellana. La fundación Arena comenzó a entregar en 2005 el Premio Terenci Moix de narrativa gay y lésbica. 

### Música

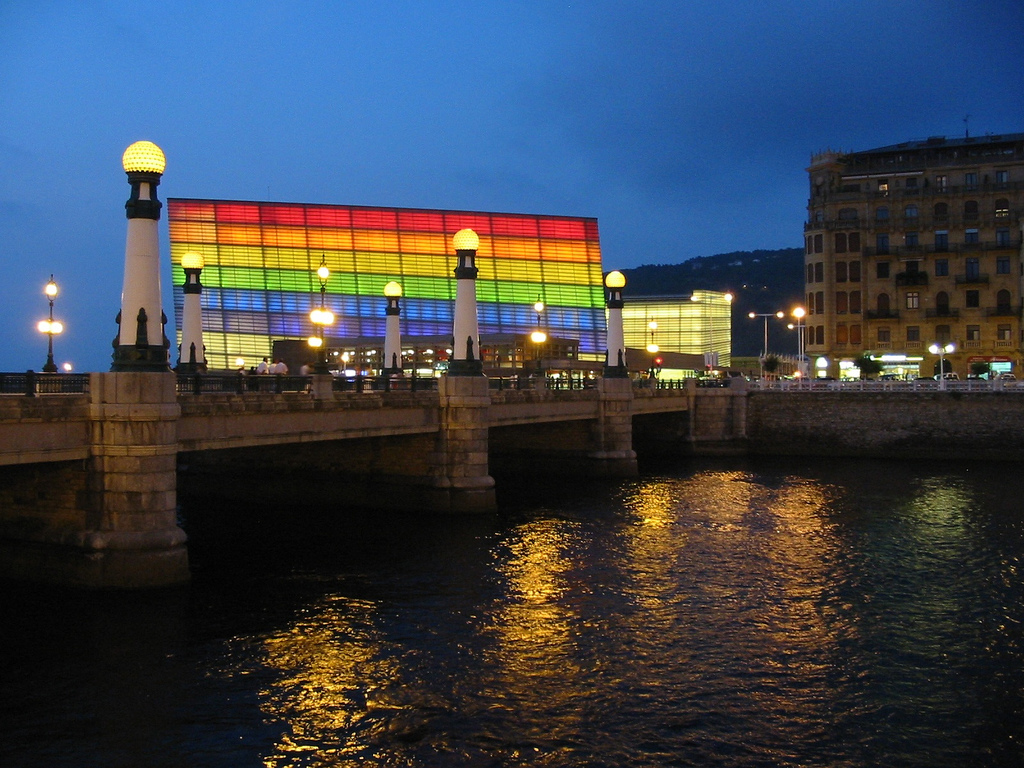
Iluminación especial del Auditorio Kursaal de San Sebastián con motivo de la celebración del Día del Orgullo LGBTI.

Durante la dictadura franquista no fue frecuente que los músicos hicieran referencias a la homosexualidad en sus canciones o en sus declaraciones públicas. Rafael de León, autor de letras de coplas como Ojos verdes, María de la O o Tatuaje y homosexual amigo íntimo de García Lorca, tuvo un éxito enorme como letrista del trío Quintero, León y Quiroga, nunca hizo referencia a la homosexualidad, siendo muy discreto en su vida personal. La excepción fue el cantante de copla Miguel de Molina, abiertamente homosexual y republicano, quien se vio obligado a exiliarse en Argentina después de recibir brutales torturas y de que se prohibieran sus actuaciones. Quien sí siguió actuando por toda España fue el tonadillero Tomás de Antequera que, pese a nunca reconocer su homosexualidad, evidenciaba con sus interpretaciones, su voz y sus característicos atuendos un evidente amaneramiento. Otra salvedad fue Bambino, cuya homosexualidad era conocida en los círculos flamencos. También algunas canciones de Raphael, como Qué sabe nadie, Hablemos del amor o Digan lo que digan a menudo han sido interpretadas en clave homosexual.
En 1974, el grupo de folk rock Cánovas, Rodrigo, Adolfo y Guzmán se atrevió a retratar una relación lésbica en la canción María y Amaranta, tema que sorprendentemente fue pasado por alto por la censura. Ya en la Transición, el dúo Vainica Doble reflejarían en su canción El rey de la casa, la historia de un hombre gay enfrentado a los prejuicios de su familia.
También el cantautor Víctor Manuel ha incluido en varias ocasiones la temática LGBTI en sus canciones. En 1980 editó Quién puso más, una historia de amor real entre dos hombres que finalizaba tras treinta años de relación. Posteriormente ha tratado la transexualidad en su canción Como los monos de Gibraltar, la homosexualidad femenina en Laura ya no vive aquí y la bisexualidad en No me llames loca.
Pero no sería hasta el nacimiento de la Movida madrileña cuando la homosexualidad se hizo visible en la música española. El dúo formado por Almodóvar y McNamara, se caracterizaban por travestirse durante sus conciertos y por sus provocativas canciones de temática sexual. Por su parte, Tino Casal nunca ocultó su homosexualidad y se convirtió en un icono para muchos gais. Pero los músicos más identificados desde sus inicios con el movimiento LGBTI fueron el trío formado por Alaska, Nacho Canut y Carlos Berlanga, quienes en sus diferentes proyectos, desde Kaka de Luxe hasta Fangoria, han incluido referencias a la homosexualidad tanto en sus letras como en su imagen pública. En su etapa como Dinarama grabaron la canción A quién le importa, que se convertiría en el himno gay por excelencia en España. Después de la Movida, algunos de sus representantes han seguido haciendo música con temática homosexual, como Fabio McNamara, Carlos Berlanga en temas como Vacaciones, o Luis Miguélez, exguitarrista de Dinarama y actualmente miembro de Glamour to kill, y por supuesto Fangoria, con temas como Hombres o Si lo sabe Dios que lo sepa el mundo.

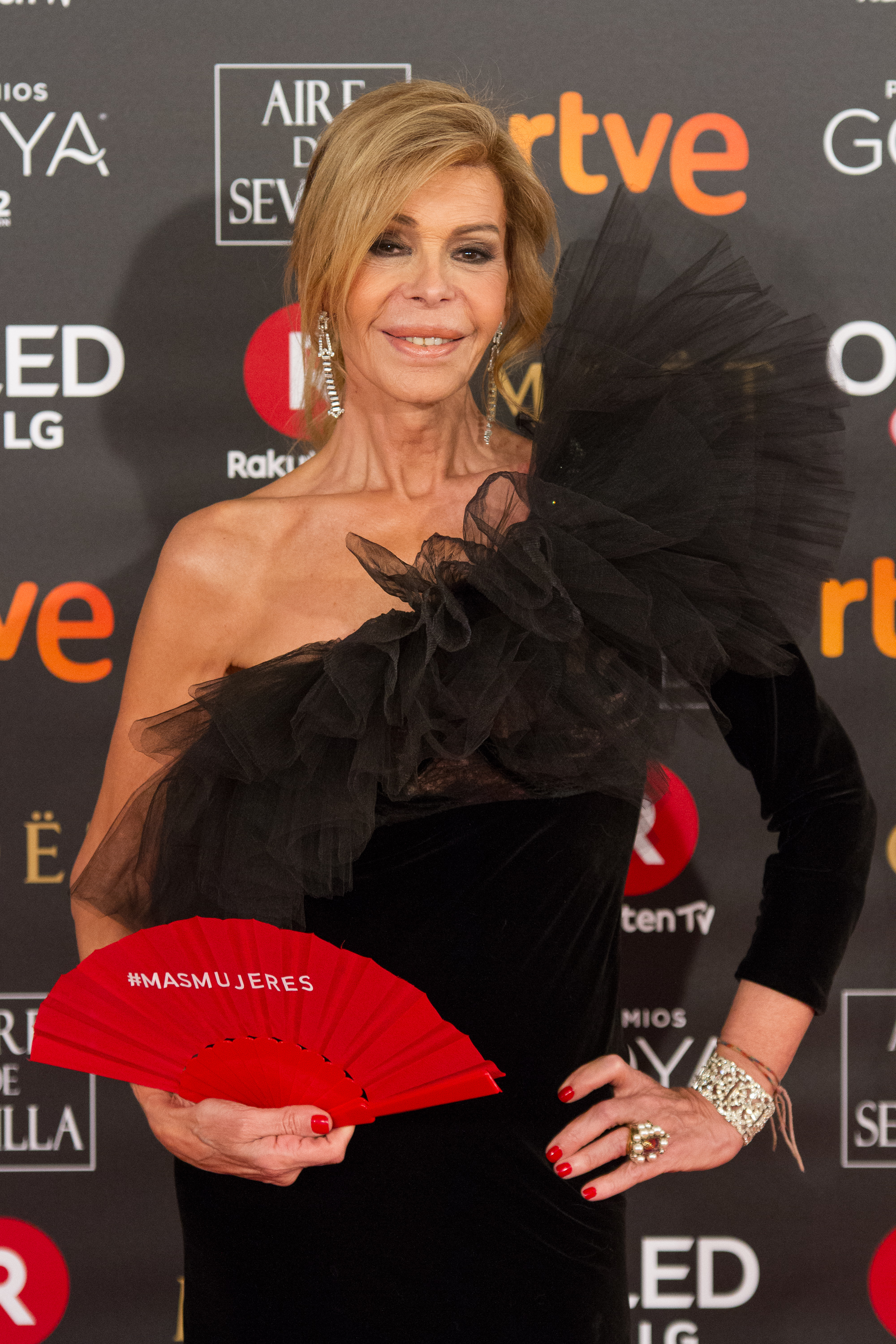
Bibiana Fernández.

En 1983 el cantautor Joaquín Sabina ya se atrevió por abordar un tema hasta el momento tabú en España como era el de la transexualidad con la canción Juana, la loca. A finales de los 80 el grupo Mecano consiguió que su tema Mujer contra mujer, en el que se hacía una clara defensa del amor lésbico, fuera un éxito en toda España y una de sus canciones más recordadas. Años más tarde también compusieron la canción Stereosexual, en la que se trataba la bisexualidad. En 1988 Tam Tam Go!, en su álbum Spanish shuffle, incluían la canción Manuel Raquel, la única en español del disco, que trataba la historia de un transexual.
A partir de los años 90, los nuevos cantautores surgidos en España también han reflejado el tema en sus canciones, especialmente Inma Serrano, Javier Álvarez y Andrés Lewin, aunque también lo han hecho Pedro Guerra en su canción Otra forma de sentir, o Tontxu en Entiendes. Igualmente, otros artistas de los más diversos estilos han grabado canciones con temática homosexual, entre las que se pueden destacar El cielo no entiende de OBK, Entender el amor y Sobreviviré de Mónica Naranjo, Como una flor de Malú, El día de año nuevo de Amaral, Sol, noche, luna y La diferencia de Chenoa, Tu vida es tu vida de Pastora Soler, My Girl de Forever Slave, La revolución sexual de La Casa Azul El que quiera entender que entienda de Mägo de Oz, No hay otro amor de Verónica Romeo, o Cometas por el cielo de La oreja de Van Gogh
En el pop independiente también se ha tratado la homosexualidad desde diversos ángulos, como el grupo Ellos, en su canción Diferentes o L Kan en Gayhetera. Por su parte, el dúo Astrud, se ha vinculado en ocasiones con la cultura gay por ser venerado por un sector muy concreto del público homosexual. Desde la subcultura leather, la banda Gore Gore Gays trata temas que van desde la reivindicación al sexo explícito.